# Jagdgeschwader 26
La Jagdgeschwader 26 (JG 26) (26e escadre de chasse) est une unité de chasseurs de la Luftwaffe pendant la Seconde Guerre mondiale.
Active du début à la fin de la guerre, l'escadre réalisa l'essentiel de ses opérations sur le front européen occidental. Elle fut baptisée « Schlageter » en l'honneur d'Albert Leo Schlageter, un combattant des Freikorps exécuté en 1923 et considéré comme martyr pendant la République de Weimar. Outre-manche, le seul II./JG 26 était surnommé les « Abbeville boys ».

## Opérations
La JG 26 opéra sous cette appellation sur chasseurs Messerschmitt Bf 109 des versions E, F, G et K ; elle deviendra également la première unité à œuvrer sur Focke-Wulf Fw 190A, avant de passer entièrement sur la version D à la fin de la guerre. La 10.(N)/JG 26 de chasse de nuit utilisa également des Bf 109D et le Arado Ar 68,.

### Blitzkrieg (1939-1940)

#### Avant-guerre
La JG 26 tire ses origines du groupe (ou Gruppe en allemand) III./JG 134 commandé par le Hauptmann Oskar Dinort. Deux Staffeln (escadrilles) du groupe équipées de chasseurs Heinkel He 51 jouèrent les « démonstrations de force » sur la ville de Köln lors de la remilitarisation de la Rhénanie en mars 1936. L'année suivante est créée la JG 134, avec deux Gruppen dotés chacun de trois Staffeln : le I./JG 134 (ancien III./JG 134) et un nouveau II./JG 134 équipé lui de Arado Ar 68. La JG 134 reçut ses premiers Messerschmitt Bf 109B en novembre 1937. Un an plus tard, l'as de la Grande Guerre l'Oberst Eduard Ritter von Schleich prit les reines de l'escadre, renommée JG 132 « Schlageter » le mois suivant. Albert Leo Schlageter, figure bien connue en Rhénanie, donna également à l'escadre son emblème, un « S » gothique sur un écusson blanc.
La JG 132 dispose déjà en son sein de leaders remarquables comme les Hauptmann Gotthard Handrick, Hubertus von Bonin et Herwig Knüppel, les Oberleutnant Fritz Losigkeit et Eduard Neumann, tous vétérans de la guerre d'Espagne. Parmi la génération plus récente figurent les Leutnant Kurt Ebersberger, Klaus Mietusch, Johannes Seifert, Gerhard Schöpfel et l'Oberfähnrich Joachim Müncheberg, qui formeront le noyau des succès à venir. En attendant s'enchaînent les entraînements, prémices d'un conflit imminent. Pour raison de propagande, toute unité ayant un surnom se fit allouer le matériel le plus récent ; ainsi, le modern Bf 109E rééquipa progressivement la JG 132, qui le 1er mai 1939, changea une nouvelle fois de désignation - et cette fois définitivement - pour JG 26 « Schlageter ». Fin août, l'escadre se rapprocha de la frontière franco-allemande.

#### Préliminaires
Durant toute la campagne de Pologne, la JG 26 se retrouva responsable de la protection du pôle industriel allemand le long de la frontière ouest. Afin d'amorcer une chasse de nuit encore à ses balbutiements, on mit sur pied la Staffel 10.(Nacht)/JG 26 équipée de Bf 109D et de vieux Arado Ar 68, commandée par l'Oberleutnant Johannes Steinhoff. Enfin, un troisième Gruppe (III./JG 26) compléta l'unité le 23 septembre 1939 à partir des 2. et 4. Staffel ainsi que du II./ZG 26. Cinq jours plus tard lors d'une escorte de Hs 126, le Leutnant Josef Bürschgens de la 2./JG 26 remporta semble-t-il, le premier succès de la « Schlageter » sur un Hawk 75 français du GC II/5, avant d'être lui-même touché et forcé à atterrir. Le 7 novembre, le Leutnant Joachim Müncheberg du Stab III./JG 26 réalisa la seconde victoire en abattant un Blenheim, cette fois sans contestation possible. Moins d'une semaine plus tard, la 10.(N)/JG 26 fit mouvement à Jever afin de renforceer les défenses de la base navale de Wilhelmshaven. Un déplacement payant puisque le 18 décembre, l'unité participa à l'interception de 24 bombardiers bimoteurs Wellington et en revendiqua 6, dont seul la moitié sera confirmée. Avant la fin de l'année, la 10.(N)/JG 26 quitta l'escadre pour le IV./(N)JG 2.
L'année 1940 débuta sans autre incident, la JG 26 ayant jusqu'ici déploré un blessé, trois pertes accidentelles et une quatrième lors de la mission du 18 décembre.

#### En route pour la France
L'imminence de l'offensive à l'ouest impliqua une répartition des différents Gruppen au besoin : le III./JG 26 opéra ainsi conjointement avec III./JG 3, tandis que le I./JG 26 se retrouvait attaché à la JG 51. Au matin du 10 mai, la JG 26 escorta des Ju 52 de transport de parachutistes au-dessus des Pays-Bas, et descendit 7 chasseurs néerlandais, ainsi qu'une dizaine de chasseurs français du GC I/4 le lendemain après-midi. Si les pilotes préféraient la chasse libre, l'escorte en revanche n'était pas leur tasse de thé, un problème pour l'instant insignifiant en ce début de campagne. Le 13 mai, la JG 26 remporta 12 victoires mais déplora deux morts et deux blessés. II. et III. Gruppe ajoutèrent une quinzaine de succès les quatre jours suivants, avant un premier transfert de ce dernier en Belgique. Douze de plus allèrent au seul II./JG 26 le 18 mai, malgré les difficultés pour identifier les types d'avions abattus, fatigue oblige. Le même groupe subit le lendemain sa première grande perte quand son Kommandeur Herwig Knüppel périt en mission. Passé le 20 mai, toute la JG 26 basculait en Belgique, le I. Gruppe demeurant toujours subordonné à la JG 51.
Le corps expéditionnaire britannique amorça un repli sur Dunkerque le 24 mai. Après plusieurs escarmouches victorieuses, la JG 26 intervint le 28 de façon plus conséquente à l'est de la ville face aux Squadrons anglais, bien que toutes les victoires ne furent pas confirmées. Le 29 et malgré un temps nuageux, la « Schlageter » réalisa une douzaine de succès en fin d'après-midi sans égratignure, laissant le champ libre aux Stuka d'attaquer les navires d'évacuation. À cette occasion, le Leutnant Müncheberg officialisa sa 5e victoire (premier as de l'unité), score qu'il doubla presque le surlendemain en réalisant un quadruplé sur les 14 descendus par son groupe. Depuis le 10 mai, l'escadre a perdu 19 pilotes tués, prisonniers ou blessés. Le 1er juin, la JG 26 perdit cinq pilotes supplémentaires (deux tués) malgré quasiment deux fois plus de victoires. Les Bf 109 se joignent aux Bf 110 pour escorter au mieux les bombardiers, mais buttent sur une RAF tenace qui couvre les plages. Le 3 juin, la JG 26 escorta un raid sur des aérodromes autour de Paris, avant de poser ses valises dans le Pas-de-Calais. Le 6, le Leutnant Gustav Sprick de la 8./JG 26 se distingua par un triplé solitaire sur des Bloch 152, une journée surtout marquée par l'arrivée du Hauptmann Adolf Galland qui prit en charge le III. Gruppe ; Galland, figure à venir de la Luftwaffe, compte déjà 12 victoires avec la JG 27.
Aux escortes succédèrent les patrouilles en soutien à l'armée allemande qui finit par percer la ligne de défense française entre la Somme et l'Aisne. La JG 26 s'avança dans la région parisienne à la mi-juin, et domine désormais un ciel quasi vide d'appareils alliés. L'unité se rabattit sur des mitraillages au sol contre des colonnes d'infanterie ou des batteries de DCA. L'armistice signé, la « Schlageter » retourna en Allemagne avant la fin du mois. Elle perdit en juin 23 pilotes : 4 capturés, 7 blessés et 12 morts. L'un des derniers à tomber (26 juin) sera le Leutnant Otto-Heinrich Hilleke, 6 victoires en 59 sorties avec le Stab II./JG 26, devenu as moins d'une heure après Müncheberg. Gustav Sprick égalisa ce dernier avec 9 succès, l'Unteroffizier Hugo Dahmer de la 4./JG 26, son Staffelkapitän le Hauptmann Karl Ebbighausen ainsi que le Leutnant Heinz Ebeling (8./JG 26) obtiendront chacun 5 victoires. Soit environ 160 victoires pour l'entièreté de l'escadre depuis le 10 mai, maintenant aux ordres du Major Gotthard Handrick.

#### Sus aux îles britanniques
Stab et I./JG 26 rejoignirent le Pas-de-Calais le 15 juillet après rééquipement, suivis des deux autres Gruppen six jours plus tard, où réside déjà la JG 51. Le but est de maintenir la supériorité aérienne au-dessus du Chanel, chaque groupe intervenant pour le moment indépendamment pour une plus grande flexibilité au combat. Les premières confrontations se déroulèrent le 24 juillet au-dessus de l'estuaire de la Tamise, pour se prolonger jusqu'à la fin du mois au large de Douvres. L'objectif premier consista à protéger les Do 17 et Ju 87 attaquant les convois maritimes. En quatre jours de combat, le seul III./JG 26 revendiqua 10 victoires (3 pour Adolf Galland, une 10e pour Joachim Müncheberg) pour deux morts et un prisonnier, alors que le II Gruppe perdait déjà son Kommandeur (Erich Noack). Le ton est donné,.
La pluie occupa la première semaine d'août, l'occasion pour le Major Galland de recevoir la Croix de Chevalier après 17 victoires. Les frappes sur les convois laissèrent progressivement place aux attaques sur les terrains anglais et les radars côtiers associés. Le beau temps du 12 août permit une triple mission : bilan deux officiers perdus, mais une douzaine de succès, dont 3 pour le Leutnant Ebeling, et la 10e de son nouveau leader à la 8. Staffel Gustav Sprick. À ce stade, pénétrer en territoire britannique impliquait de batailler avec les nuages pour garder le visuel sur les bombardiers, puis regagner les côtes françaises sans tomber en panne sèche. La bataille d'Angleterre atteint son paroxysme du 14 au 18 août, la Luftwaffe s'acharnant sur les aérodromes du No. 11 Group RAF autour de Londres. La JG 26 établit une cinquantaine de victoires, dont 5 pour l'Oberleutnant Gerhard Schöpfel chef de la 9./JG 26 et 5 autres pour le Leutnant Josef Bürschgens de la 7./JG 26. Cependant, les pilotes anglais abattus pouvaient revenir rapidement au combat, faussant grandement les statistiques allemandes quant aux pertes infligées à l'ennemi. La JG 26 elle-même perdit trois pilotes capturés et deux autres tués, dont plusieurs as,.
Le mauvais temps s'invita une nouvelle fois et Goering en profita pour renforcer la Luftflotte 2, passant de six escadres de chasse à neuf. Le Reichmarshall souhaitait également stimuler les pilotes en mettant à leurs têtes des officiers plus jeunes ayant fait leurs preuves au feu. Convoqué à Carinhall, Adolf Galland - tout comme son ami Werner Mölders avant lui - devint ainsi Kommodore de la JG 26. Énergique et innovent, Galland appliqua sa propre doctrine, nommant les Hauptmann Rolf Pingel (ancien d'Espagne et de la JG 53) et Gerhard Schöpfel Kommandeur des I. et III. Gruppe. Autres changements parmi d'autres, les Oberleutnant Müncheberg et Ebeling devinrent Staffelkapitän des 7. et 9./JG 26. Galland désirait en outre optimiser les escortes en divisant l'escadre en trois : un groupe restant au contact des bombardiers, un autre se tenant à portée visuelle, et le troisième en patrouille de tête afin de balayer la zone. Plus de souplesse au combat donc, mais rejetée par les pilotes de bombardiers et Goering qui exigeaient au contraire une escorte rapprochée.
La RAF frappait également les côtes de France à l'occasion, mais l'enjeu se focalisait sur les bases anglaises, auxquelles s'ajoutèrent les usines de fabrication aéronautiques. Pour la JG 26 et ses homologues, les missions d'escorte devinrent la routine, mais les nombreuses phases de vol ne laissaient aux Messerschmitt que 20 minutes de combat. Les Allemands pouvaient néanmoins compter sur l'efficacité des secours en mer, jusque dans l'estuaire de la Tamise même,. Entre le 24 et le 28 août, la JG 26 engendra en moyenne 7 victoires par journées de combat, mais les pertes en bombardiers entraînèrent une nouvelle demande de ces derniers pour une escorte plus resserrée. Le point d'orgue se déroula le 31 avec pas moins de 22 victoires en trois sorties, mais aussi six avions perdus . Les 1, 3 et 6 septembre, l'escadre engendra encore 34 victoires pour cinq pertes, notamment le Leutnant Josef Bürschgens touché après son 10e succès par le mitrailleur d'un Bf 110 qu'il protégeait ; moteur cassé, l'as sera fait prisonnier. À ce stade, le No. 11 Group RAF devenait chancelant et Galland pouvait fêter son 30e avion abattu. Mais un changement de doctrine de l'Air Marshal Dowding et surtout la décision d'Hitler de se focaliser sur Londres allaient changer la donne,.

#### Changements stratégiques
La Luftwaffe se concentra désormais sur les grandes villes d'Angleterre, principalement sa capitale. Ces missions débutèrent le 7 septembre où quasi seuls les grosses pointures s'illustrèrent pour deux prisonniers, dont l'Oberleutnant Hans Krug chef de la 4./JG 26 capturé après 9 victoires. Deux jours plus tard, Schöpfel réalisa un triplé pour sa 20e synonyme de Croix de Chevalier, dont Müncheberg et Pingel seront également récipiendaires après leur 20e et 15e succès. Les raids sur Londres et ses installations portuaires se poursuivirent mais la JG 26 n'engendrait plus autant de succès qu'avant, alors que les pertes en bombardiers augmentaient sensiblement. Les attaques sur Londres permirent au Fighter Command de reprendre son souffle et les Allemands le payèrent au prix fort : le 15 septembre, la Luftwaffe perdit 59 avions contre 31 côté Britanniques. Le regain des Anglais et la météo dégradante contribuèrent à une baisse drastique des victoires de la « Schlageter », ne laissant place qu'à des succès individuels.

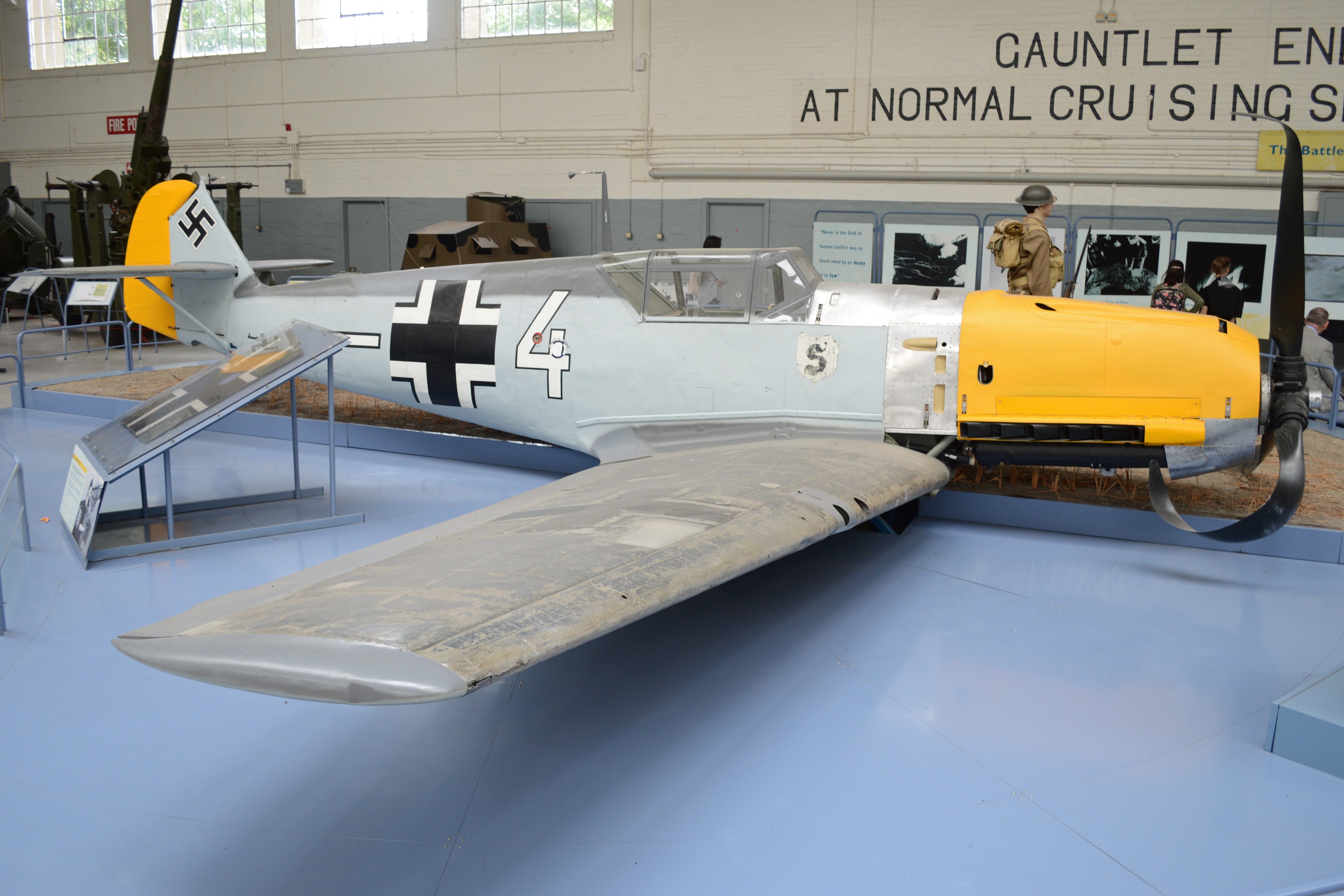
Ce Bf 109E6-3 exposé au Imperial War Museum Duxford faisait partie des pertes du 30 septembre 1940 ; son pilote, l'Unteroffizier Horst Perez, sera capturé par les Britanniques.

L'état-major allemand s'essaya donc à différentes tactiques pour venir à bout de la RAF. Le 20 septembre, la JG 26 participa à l'escorte de 22 Bf 109 du II./LG 2 d'attaque pour un raid à moyenne altitude. Bien que réussite, ce genre de mission ne sera pas répétée car infondée d'un point de vue stratégique. Les bombardiers conventionnels rempilèrent donc pour opérer de nuit et rarement le jour, et les chasseurs évoluèrent de leur côté en patrouille. Le 23, la JG 26 enregistra 10 victoires sur 21 (les Anglais perdirent seulement 11 avions) et le Major Galland se retira un moment des opérations pour recevoir les feuilles de chêne après sa 40e victoire. Des formations réduites de bombardiers escortés par un grand nombre de chasseurs donna également satisfaction, mais lors d'un raid massif le 30 septembre, non seulement les bombardiers subirent de lourdes pertes, mais la JG 26 connut son pire taux d'attrition de la bataille, avec deux morts, deux capturés et un blessé pour seulement 7 victoires. L'Oberleutnant Gustav Sprick reçut la Croix de Chevalier pour sa 20e victoire acquise trois jours plus tôt. Le II. Gruppe reçut aussi un nouveau Kommandeur début octobre, le Hauptmann Walter Adolph, vétéran d'Espagne et des JG 1 et 27. Mais désormais, la « Schlageter » et d'autres allaient devoir porter elle-même les bombes au-delà de la Manche,.
Dès octobre, les 3., 4. et 9./JG 26 se reconvertissent en chasseurs-bombardiers (Jagdbomber ou Jabo) escortés par le reste de l'escadre. Initialement, les Jabostaffeln devaient voler en formation comme des bombardiers, mais Galland mixa Jabo et chasseurs pour confondre les défenses adverses. Moins vulnérables que les bombardiers, les chasseurs-bombardiers offraient également plus de libertés tactiques en cas d'attaque, mais l'autonomie réduite du Bf 109, sa faible charge utile et bientôt le brouillard londonien notoire auront raison de cette stratégique. Les missions Jabo durèrent jusqu'à la mi-décembre, entrecoupées d'escortes début novembre, de Ju 87 remis à contribution pour frapper des convois. Des 21 pilotes perdus (morts et capturés) lors de cette phase finale, quatre le furent par collision, dont l'Oberleutnant Heinz Ebeling qui finira prisonnier le 5 novembre ; son score de 18 victoires lui vaudra à son tour la Ritterkreuz. Autre perte notable deux jours plus tard, celle de l'Oberfeldwebel Wilhelm Müller meilleur as du I.  Gruppe avec 10 victoires qui, moteur endommagé, disparu en mer en tentant de rejoindre sa base. Galland devenu entre-temps Oberstleutnant, ajouta une quinzaine de succès pour terminer l'année à 58. Walter Adolph portera le sien à 15 et recevra également la Ritterkreuz.
La I. Gruppe reçut aussi le renfort du Feldwebel Robert Menge (meilleur as de la campagne de Norvège avec 12 victoires) et l'Oberleutnant Josef Priller en tant que Staffelkapitän de la 1./JG 26 et titulaire de 20 victoires avec la JG 51. La « Schlageter » établit environ 390 victoires durant la Bataille d'Angleterre pour 30 morts, 28 capturés et 7 blessés. En 1940, l'escadre engendra un record de 36 « as », mais 13 d'entre eux étaient déjà soit capturés, soit morts. Outre Galland, figurent en tête Müncheberg et Sprick (23 victoires chacun), les trois Kommandeur Schöpfel (22), Pingel (17), Adolph (15) et l'Oberleutnant Walter Schneider (11) chef de la 6./JG 26. D'autres pilotes écriront bientôt eux aussi la légende de l'unité. À la fin de l'année, Galland demanda le retrait de son escadre du front alors basé à Abbeville. Ce sera chose faite deux mois plus tard.

### Précurseur (1941)

#### Fin de campagne
Le Fighter Command passa à son tour à l'offensive début janvier en effectuant sporadiquement des mitraillages au sol (nom de code « Rhubarbe »). En réponse, la 8./JG 26 de Gustav Sprick s'installa durant un mois et demi à Dieppe pour des patrouilles côtières, tandis que la 7./JG 26 de Joachim Müncheberg déménagea avec un contingent à la fin du mois à bord de Ju 52 pour la Méditerranée via Rome. L'Unteroffizier Hugo Dahmer - l'un des meilleurs sous-officiers avec 9 victoires - passa sur le front arctique où il deviendra le premier grand as sur ce secteur d'opération. Début février et après deux petites victoires mais aussi deux pertes accidentelles, la JG 26 quitta Abbeville pour l'Allemagne pour rééquipement. Les pilotes purent aussi goûter aux joies du ski autrichien pour leur seule et unique permission de la guerre.

#### Passage en Méditerranée
Afin d'aider les Italiens pour la prise de Malte, la Luftwaffe détacha plusieurs unités de bombardiers et de Stuka, ainsi que les Bf 110 du III./ZG 26, auquel vint donc s'ajouter la 7./JG 26. L'unité se retrouva à Gela au sud de la Sicile le 9 février. En raison des pertes subites l'année précédente, l'unité se composait majoritairement de nouveaux pilotes ; aussi Müncheberg s'évertua à renforcer son escadrille tactiquement. La 7./JG 26 ouvrit ainsi le bal de la première phase de la campagne de Méditerranée, éprouvant pour la première fois les défenses maltaises en l'air comme au sol. En face, les Hurricane vont se montrer bien impuissants, le taux de pertes de la Luftwaffe dans la zone à cette époque étant extrêmement faible. En fait, la 7./JG 26 va littéralement dicter sa loi dans le ciel de Méditerranée.
Trois jours après son arrivée, la Staffel remporta ses trois premières victoires maltaises. Les consignes de Müncheberg étaient alors strictes : pas d'engagement à l'ennemi sans l'avantage de l'altitude, profitant ainsi pleinement du potentiel du Bf 109E dans ce domaine. En février, 11 Hurricane étaient tombés sous les tirs de la 7./JG 26, dont 6 pour son Staffelkapitän, qui se permit, supériorité oblige, de délaisser la tactique habituelle du vol par pair ou double paire au profit de trois avions, afin de préserver les machines. Début mars, l'unité effectua plusieurs missions de mitraillage d'hydravions dans la baie de Saint-Paul. L'île pût néanmoins se renforcer en milieu de mois, donnant encore à l'unité de quoi se mettre sous la dent. Le 22, elle s'adjugea sept Hurricane, permettant à l'Oberleutnant Klaus Mietusch de devenir un as, tandis que Müncheberg clôturait le mois à 33 succès.
L'escadrille déménagea brièvement le 5 avril dans le talon de la botte italienne pour soutenir l'offensive dans les Balkans. Le lendemain, ses chasseurs détruisirent en l'air comme au sol trois biplans Avia BH-33 puis retournèrent en Sicile deux jours plus tard, toujours accompagnée du III./ZG 26. L'unité se réappropria très vite les lieux, détruisant encore sept Hurricane avant la fin du mois, ainsi qu'un quadrimoteur Sunderland à l'encrage, jour où le HMS Ark Royal délivra 33 nouveaux chasseurs à Malte. Le 1er mai, l'Oberleutnant Müncheberg officialisa son 40e succès lors d'un sextuplé de son unité, synonyme des feuilles de chêne. Quatre jours plus tard, le III./JG 27 renforça l'escadrille jusqu'au 20 mai et quitta à son tour la Sicile à la fin du mois, laissant la seule 7./JG 26 en Sicile.
Après un passage à Molái au sud de la Grèce, l'unité prit part à l'opération Battleaxe pour contrer l'offensive britannique en Libye. Avec seulement six chasseurs opérationnels, la 7./JG 26 épaula de manière indépendante la 8./ZG 26 et le I./JG 27 du Hauptmann Eduard Neumann lui-même ancien de la « Schlageter ». L'infériorité des Anglais ne laissa néanmoins que peu de possibilité de victoire aérienne pour l'escadrille, dont une pour l'Oberleutnant Mietusch pour son 10e succès. Le front se stabilisa par la suite et les vols se limitèrent à de brefs incursions et des attaques contre les convois maltais. Le manque d'activité et d'avions disponibles incita finalement Müncheberg à demander le retrait de sa Staffel d'Afrique, après une douzaine de victoires remportées sur ce front. La 7./JG 26 débutera son retour en France fin août mais le personnel au sol devra encore patienter un mois pour en faire autant.
Lors du transfert final le 24 septembre, des Beaufighter interceptèrent un des Ju 52, blessant mortellement deux mécaniciens, ironiquement les seuls morts de la 7./JG 26 durant ses six mois de présence en Méditerranée. La Staffel ne perdit par ailleurs que deux avions (à l'atterrissage) et quasiment tous ses pilotes reviendront victorieux, cumulant une cinquantaine d'avions abattus.

#### Séjour brestois
Entre temps, le gros de la JG 26 se rééquipait en hommes - dont le Leutnant Paul Galland, frère cadet d'Adolf - et en matériels. Ainsi, Stab et III./JG 26 remplacèrent ses Bf 109E par des Bf 109F-2 plus aérodynamiques et performants, mais n'offrant plus qu'un seul canon axiale. Parallèlement, deux officiers du II./JG 26 testaient le nouveau FW 190 de présérie au centre aéronautique de Rechlin. Début avril, l'escadre s'établit en Bretagne afin de protéger les unités de la Kriegsmarine au mouillage à Brest, ainsi que les abris des sous-marins alors en chantier. Cependant, l'activité aérienne dans la zone resta limitée.
Le 4 avril et après un vol de Düsseldorf au Touquet, l'Oberstleutnant Galland et son ailier l'Oberfeldwebel Robert Menge « chatouillèrent » la RAF au large du Kent pour descendre chacun un Spitfire avant retour sur Brest. Du reste et durant deux mois, la JG 26 se contenta de chasser avions de reconnaissance et bombardiers bimoteurs effectuant çà et là des raids sur le réseau portuaire brestois et ses unités navales. L'escadre remporta 11 victoires tout en perdant trois pilotes, dont deux par accident. On notera trois sorties marquantes : le 15 avril, Galland se rendit avec l'Oberleutnant Hans-Jürgen Westphal à l'anniversaire de Theo Osterkamp avec…homards et champagne dans son 109, et profita de l'occasion pour descendre trois Spitfire (deux confirmés) avant de manquer d'atterrir sur le ventre ! Le 10 mai, deux chasseurs tentèrent sans succès d'intercepter le Bf 110 de Rudolf Hess en fuite pour l'Angleterre. Le 26 enfin, des avions du I. Gruppe patrouillèrent longuement en mer pour couvrir la retraite du Bismarck, mais le cuirassé finira par sombrer.

#### Période faste
La « Schlageter » s'installa au 1er juin entre la Somme et le Pas-de-Calais, à Maldeghem en Belgique pour le II. Gruppe. Les JG 3, JG 51 et JG 53 déménagèrent pour le front Est, ne laissant à la JG 26 que la JG 2 « Richthofen » comme seul compagnon de route pour parer les attaques britanniques. Presque quotidiennement désormais, de petites formations de Blenheim accompagnées d'une forte escorte (nom de code « Circus ») ciblaient les côtes françaises dans le but de débusquer la Luftwaffe, un jeu de guerre qui allait durer un an et demi. Les « Rodeos » anglais consistaient en des patrouilles de larges formations, les « Roadsteads » en des attaques sur les convois maritimes. Les Allemands bénéficiaient cependant de quelques avantages, comme la détection radar, la capacité du Bf 109 à grimper et piquer plus vite, et l'expérience de ses pilotes..
Robert Menge ouvrit une fois encore le bal le 9 juin sur un quadriple succès de l'escadre, mais périt cinq jours plus tard sous les tirs de l'as britannique James Rankin (en). À partir de mi-juin, la JG 26 va connaître un succès fulgurant. Ainsi les 16 et 17 juin, elle descendit 15 et 16 adversaires tout en ne perdant que trois pilotes. Des succès permissibles grâce à la trop grande dispersion de la chasse anglaise, exigeant un contrôle au sol sans faille et un timing serré. À l'inverse, les Allemands n'attaquaient que par petites sections, utilisant l'altitude, le soleil et les nuages à leur avantage, et frappaient au moment où les Anglais se retrouvaient à la limite de leur rayon d'action, prenant ainsi un minimum de risque pour un maximum d'efficacité. Le 21, la JG 26 revendiqua de nouveau 11 victoires dans une journée qu'Adolf Galland ne fut pas prêt d'oublier : après deux succès confirmés et un probable, l'as se fit abattre et manqua de brûler vif dans son appareil avant éjection. Désormais à 69 victoires au compteur, il devint le premier militaire allemand à recevoir les Glaives à sa Croix de Chevalier. Qu'à cela ne tienne, Galland continua de commander son escadre depuis le sol qui ne désemplit pas alors que les opérations à l'est débutaient. Plusieurs as étoffèrent ainsi leur palmarès, en particulier Josef Priller (28 victoires) et Gustav Sprick (31), mais ce dernier perdit le 28 juin son aile droite en effectuant un Split S de dégagement avant le crash fatale. Hans-Jürgen Westphal (11 victoires) reprit alors la 8./JG 26. Deux jours plus tôt, le troisième frère Galland, Wilhelm-Ferdinand surnommé « Wutz » intégra à son tour l'escadre.

Trop excentré, le II./JG 26 descendit sur Moorsele plus proche de la route des « Circus », bénéficiant d'un terrain bien équipé pour l'arrivée imminente des nouveaux FW 190. Le 2 juillet, l'Oberstleutnant Galland - pourtant interdit de vol - officialisa son 70e succès, mais l'échappa belle une nouvelle fois de façon…anecdotique. La JG 26 opérait toujours de concert avec la JG 2 avec un ratio victoires de 2 contre 1 en leur faveur.

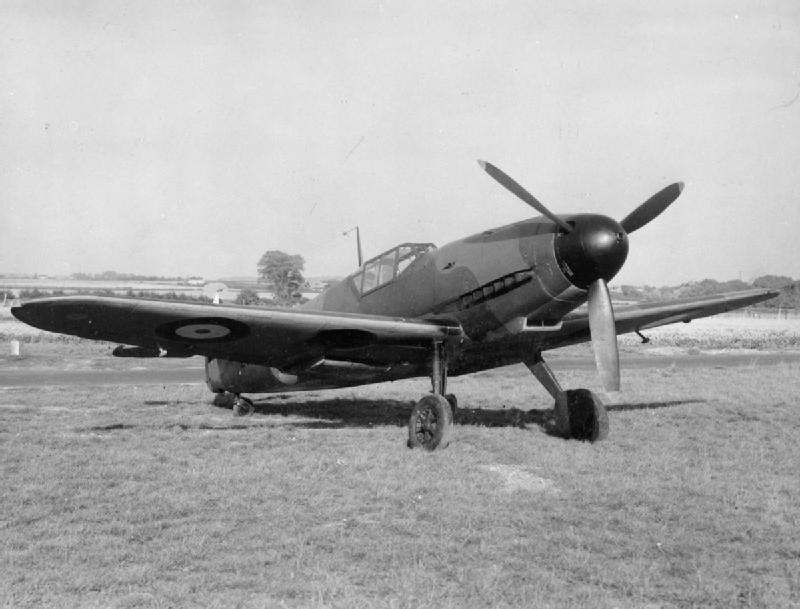
Touché par des tirs défensifs d'un bombardier au niveau du moteur, le Hauptmann Rolf Pingel dut se résoudre à atterrir sur le sol anglais le 10 juillet 1941. Son Friedrich sera réparé et repeint aux cocardes britanniques et testé en vol.

 Plus proche de Calais et Lille, le I./JG 26 remporta la majorité des succès de l'unité - 36 victoires sur 48 du 2 au 10 juillet - mais qui perdit ce jour-là son Kommandeur Rolf Pingel quand un Spitfire le força à atterrir sur le sol anglais après un combat contre un Short Stirling récemment utilisé par la RAF. Fin de carrière donc pour l'as aux 22 victoires qui livra à l'adversaire son premier Bf 109F-2. Le Hauptmann Johannes Seifert (11 victoires) chef de la 3. Staffel depuis plus d'un an, prit donc sa place tandis que l'Oberleutnant Johann Schmid (9 succès avec la JG 2) passait au Stab de Galland. Les 11 et 12 juillet, les Anglais firent diversion pour frapper les chantiers de sous-marins à Le Trait près de Rouen. Staffelkapitän de la 2./JG 26 depuis dix jours, le Leutnant Horst Ulemberg fut tué lors de la seconde attaque, détenteur de 16 victoires, dont 6 depuis sa prise de fonction. Le 14, le bouillant « Pips » Priller descendit son 40e adversaire (la moitié depuis le 16 juin) et devint éligible aux feuilles de chêne. Parallèlement, deux Unteroffizier d'expérience vinrent renforcer les I. et II. Gruppe : Karl Willius (12 victoires avec la JG 51) et Adolf Glunz (5 avec la JG 52). La JG 26 pris aussi en charge la protection des convois, en avançant au besoin quelques Staffeln sur des terrains auxiliaires. La journée la plus fournie se déroula le 23 juillet avec 13 victoires pour un mort et un blessé, l'occasion pour « Wutz » Galland d'ouvrir son compteur tandis que son grand frère s'adjugeait un nouveau triplé.

#### Friedrich et Focke-Wulf
Le FW 190 fut finalement accepté non sans mal grâce à la détermination des pilotes qui le testèrent. Le 7 août, l'Oberleutnant Walter Schneider, Staffelkapitän de la 6./JG 26, remporta les deux premiers succès de l'histoires de cet appareil, dans une journée folle à 16 victoires, dont un triplé de Johann Schmid, assurément l'homme fort du moment. L'as remit ça le surlendemain puis le 10 août, formant avec Galland un duo redoutable. Du 7 au 12, l'escadre engendra 45 victoires tout en ne perdant que deux pilotes et deux blessés. Les 19 et 21 août, la JG 26 remporta deux dizaines de victoires mais perdit cette fois cinq pilotes tués, ainsi qu'un blessé qui crasha son FW 190A-1 à la suite d'un problème moteur. Adolf Galland lui franchit la barre des 80 après un nouveau triplé, et Johann Schmid passa Hauptmann et reçut la Ritterkreuz pour ses 24 victoires. Il prit également la tête de la 8./JG 26 en remplacement de l'Oberleutnant Westphal blessé dans un accident de la route une semaine auparavant. À la fin du mois, l'Oberleutnant Müncheberg fit également son retour en France et officialisa son 50e succès le 29 août. Au cours du mois, le Fighter Command perdit 108 chasseurs au combat, alors que les JG 2 et 26 n'en perdaient que 30 toutes causes confondues. Toutefois, le nouveau FW 190 ne montrait pas pour l'instant ses pleines capacités au combat. Bien qu'apprécié, l'avion souffrait de problèmes de surchauffe permanents. Seule la 6. Staffel opérait sur cet appareil mais conjointement avec les versions « Emil » et « Friedrich » du 109 éprouvé et amélioré constamment. Ainsi, Galland s'autorisa-t-il à monter un modèle unique de Bf 109F équipé de canons d'ailes internes,.
Les 4 et 7 septembre, la JG 26 descendit 15 Spitfire et un Blenheim avant une accalmie dans les combats. Le II. Gruppe en profita pour parfaire l'entraînement sur FW 190 tandis que les derniers pilotes de la 7./JG 26 prenaient congé d'Afrique pour se familiariser avec le Bf 109F. Le 17, la RAF mit les bouchées doubles en détachant 43 Squadrons de Spitfire escorter 24 Blenheim et 6 Hampden pour attaquer des sites industrielles ; la JG 26 pût abattre 10 Spitfire mais perdit quatre pilotes et deux blessés. Le lendemain, le Hauptmann Walter Adolph se fit à son tour descendre en mer lors d'une mission de protection de pétroliers, première perte en combat d'un FW 190 que les Anglais prirent pour un Curtiss Hawk. Les recherches ne donneront rien et son corps échouera sur une plage belge trois semaines plus tard. Le leader du II./JG 26 détenait 24 victoires plus une en Espagne. La 7./JG 26 remporta 5 victoires l'après-midi même et Müncheberg laissa deux jours plus tard sa Staffel à l'Oberleutnant Klaus Mietusch pour reprendre le II./JG 26. Les Britanniques changèrent de tactiques le 20 septembre en dispatchant son « Circus » sur trois cibles distinctes afin d'user les défenses allemandes, en vain. Le Bf 109F dépassait le Spitfire V en vitesse et montée et s'autorisait même au combat tournoyant. Son emploi combiné avec le nouveau FW 190 s'avéra encore mortel le lendemain, avec 19 victoires pour une seule perte. Le 27, le Fighter Command raya encore des cadres 14 Spitfire et 11 pilotes, et plusieurs autres endommagés sous les coups des « Richthofen » et « Schlageter » Geschwader.
Le mauvais temps automnal limita l'activité aérienne britannique. La JG 26 intercepta cependant un « Circus » le 13 octobre qui se solda par une dizaine de victoires et la mort du Leutnant Peter Göring, neveu d'Hermann Göring, touché par un mitrailleur de bombardier. Le 21, le Fighter Command lança cinq Wings (escadres) en patrouilles pour un résultat quasi identique côté allemand et la perte de deux pilotes (un au décollage) et un blessé. À la fin du mois, le palmarès de l'Oberstleutnant Galland passa à 92, suivant derrière les Hauptmann Müncheberg (57), Priller (55), Schmid (44), Schöpfel (35), et Seifert (22). L'après-midi du 6 novembre cependant, Johann Schmid percuta l'eau avec l'aile de son 109 en cerclant au-dessus de sa 45e victime et coula à pique. Sa notoriété lui vaudra le grade de Major à titre posthume, et la 8./JG 26 sera reprise par l'Oberleutnant Karl Borris (9 victoires). Ce dernier était l'un de ceux qui testèrent en premier le FW 190, et recevra par ailleurs une montre en or de la société BMW pour avoir été le premier à atteindre…les 100 heures de vol sans avoir à changer le moteur ! Le III. Gruppe ne tarda pas à se convertir à son tour sur cet appareil. Nouvelle grosse opération britannique le 8 novembre mais la réaction rapide des JG 2 et 26 ainsi que leur position favorable au soleil, combiné à un brouillard suivi d'un fort vent côté Anglais, eut raison de ces derniers : la RAF perdit 17 Spitfire et 14 pilotes, dont trois Squadron leaders et un Wing commander, et ne monta plus ce genre de mission avant le printemps suivant. Les conditions météos empirant, les vols diminueront, mais mère nature va se rappeler au bon souvenir de la « Schlageter ».
Le 22 novembre, Werner Mölders se tua en He 111 en raison de la météo alors qu'il se rendait aux funérailles d'Ernst Udet. Göring nomma alors Adolf Galland à sa succession comme General der Jagdflieger avec le grade d'Oberst. Le Reichsmarschall présida encore la cérémonie de passation de pouvoir le 5 décembre et la JG 26 revint au Major Gerhard Schöpfel. « Pips » Josef Priller le remplaça alors au III./JG 26 tandis que l'Oberleutnant Josef Haiböck (10 victoires) prit la 1. Staffel. Parmi les premiers à utiliser le FW 190A-2 doté d'un moteur et d'un armement amélioré, Priller et Müncheberg qui obtinrent leur 61 et 62e victoires le 16 décembre. Mais lors du transfert du II./JG 26 à Abbeville, la 6. Staffel de l'Oberleutnant Walter Schneider (20 victoires) trouva le brouillard et l'as percuta le sol avec quatre ailiers, rejoignant les 42 autres pilotes tombés en 1941. Jusqu'ici, la JG 26 remporta 916 victoires et commença la reconversion des Stab et I. Gruppe sur FW 190, confiante dans son nouvel avion et l'année à venir.

### En Nord-Pas-de-Calais (1942)

#### Tour de force
L'hiver 41-42 restreignit considérablement les opérations des deux opposants qui maintenaient néanmoins des patrouilles quand le temps le permettait. Les Stab et I. Gruppe s'entraînèrent au possible sur FW 190 et de nouveaux pilotes complétaient régulièrement l'escadre, parmi eux un futur Ritterkreuz, l'Unteroffizier Wilhelm Meyer. Le 3 janvier, le Hauptmann Priller remporta la première des trois victoires de l'année 1942.
Le 11 février au soir débuta l'opération Donnerkeil, une mission de protection aérienne visant à protéger trois unités navales sur un trajet de Brest-Wilhelmshaven courant le long de la Manche. Y participèrent les JG 1, 2 et 26 ainsi que quelques appareils d'écolage, soit 252 chasseurs et 30 Bf 110 de chasse de nuit sous le commandement de l'Oberst Adolf Galland. Les navires levèrent l'encre après 22 h et la JG 26 débuta les patrouilles le lendemain après 8 h. Le temps est exécrable et les pilotes se relayèrent par groupe de dix à seize appareils. À 13 h 45, deux sections du III./JG 26 interceptèrent des avions torpilleurs Swordfish et trois tombèrent sous les coups de l'Oberleutnant Johannes Naumann et le Leutnant Paul Galland. Quelques heures plus tard, l'unité ajoutait 6 autres succès (4 confirmés) sur des Hampden, Hurricane et Spitfire, avant que les derniers avions n'atterrissent peu avant 18 h, après quatre sorties réussites et autant de pilotes abattus.

#### Abbeville boys
La RAF reprit timidement ses raids début mars mais sans changement tactique, alors que ses meilleurs pilotes partaient combattre en Méditerranée. Du pain bénit pour la JG 26 alors à son apogée, et bénéficiant de l'expérience des « Circus » de l'année précédente. La quasi-totalité de l'escadre volait sur FW 190A-1 et A-2 dont certain équipés d'un système d'identification friend or foe, couplé à un réseau de défense radar efficace couvrant la France et la Belgique. Afin de maintenir la pression sur les Britanniques, le Haut Commandement allemand décida également la reprise des missions Jabo en créant les 10.(Jabo)/JG 2 et 10.(Jabo)/JG 26. Le 13 mars, la « Schlageter » déclara 8 victoires, 7 autres le 24 et autant le 28. Au cours du mois, la JG 26 ne perdit que quatre pilotes au combat, et trois pour la JG 2, alors que le Fighter Command en déplorait parallèlement 27. Aux côtés des grands as habituels commencèrent à se distinguer quelques noms : derrière l'Oberleutnant Kurt Ebersberger (18 victoires) suivaient Kurt Ruppert et Karl Borris (tous trois Staffelkapitän), les Leutnant Robert Unzeitig et Paul Schauder ainsi que les Feldwebel Emil Babenz et Adolf Glunz, tous à 10 victoires ou plus. Venus respectivement de la chasse lourde et d'entraînement, les Oberleutnant Rolf Hermichen (11 victoires) et Fülbert Zink (17 et nouveau chef de la 2. Staffel) vont également bientôt ajouter leur pierre à l'édifice.

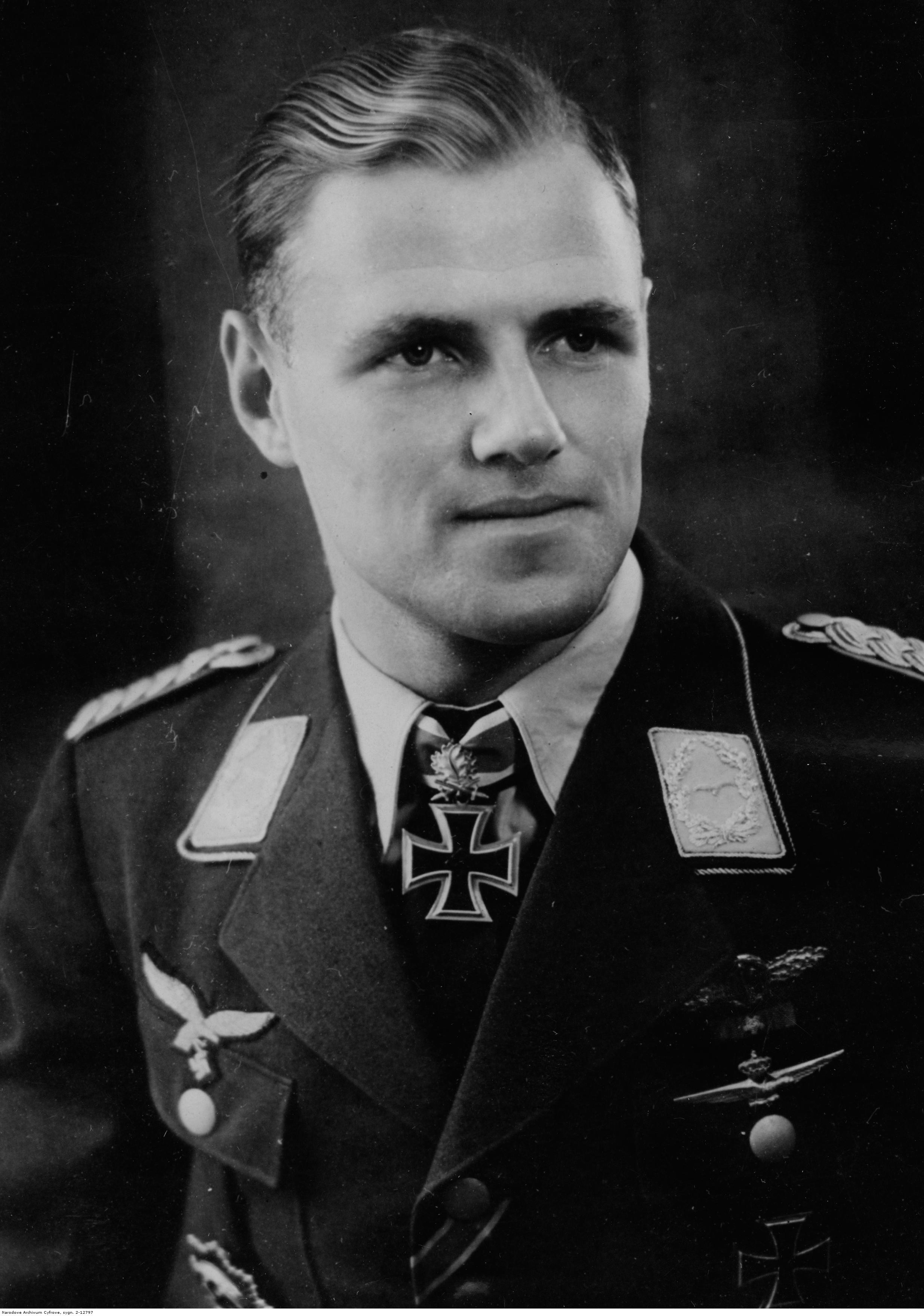
Joachim Müncheberg (ici Major et porteur des glaives) contribua assurément à la renommée des Abbeville boys.

Le printemps 1942 sera la période la plus fournie, avec déjà 15 Spitfire revendiqués dès le 4 avril et presque autant le 12 avec toutefois la perte du Leutnant Unzeitig, ailier et ami de Priller au Stab III./JG 26. Les Anglais commencèrent à tenir compte de leurs échecs répétés en abandonnant la formation en file indienne, pour celle de front comme celle des Allemands, limitant les pertes habituelles en queue de peloton. Sans transition, Mussolini remit la médaille d'or de la valeur militaire à Joachim Müncheberg le 15 avril pour ses faits d'armes en Méditerranée. Les 24 et 25 avril, l'escadre s'octroya deux nonuplés pour une seule perte. Kurt Ebersberger et Johannes Seifert atteignirent 20 et 30 victoires alors que le Hauptmann Müncheberg franchissait les 70 le lendemain ; son II. Gruppe était désormais connu outre-manche comme les « Abbeville Boys ». Avec l'allongement des journées, les patrouilles débutaient dés 7 h du matin, offrant un plus grand nombre de missions comme de succès, comme lors de la journée du 27 (14 victoires). Les FW 190 faisaient un malheur d'autant que la JG 2 se dota elle aussi du chasseur à moteur à étoile. La RAF vécut ainsi un « avril sanglant » sous les coups de ses deux principaux opposants, perdant 107 chasseurs et 95 pilotes. Les Kommandeur Seifert, Müncheberg et Priller ainsi que Karl Borris réalisèrent un tiers des quelque 90 succès du mois, la JG 26 ne perdant que 13 pilotes au combat et quatre autres par accident.
Les patrouilles continuaient non-stop même si chaque sortie ne débouchait pas forcément sur une rencontre à l'ennemi. Les neufs premiers jours de mai, la JG 26 clama 24 Spitfire descendus, les Kommandeur Priller et Müncheberg se talonnant au score. Quelques changements intervinrent également dans la hiérarchie : le Hauptmann Rolf Hermichen prit la tête de la 3. Staffel alors que la 5./JG 26 revint par interim à l'Oberleutnant Wilhelm-Ferdinand Galland, remplacement l'Oberleutnant Wolfgang Kosse alors à ce poste depuis fin août 1940 avant sa mutation. La pluie s'invita ensuite pour une semaine, clouant les Anglais au sol. La JG 26 clôtura le mois par une vingtaine de succès, tout en ne perdant qu'un nombre infime de pilotes en proportion. Seule la Jabostaffel restait davantage exposée à la DCA dû aux vols à basse altitude.
Le FW 190 demeurait invariablement supérieur au Spitfire V : le 1er juin, la JG 26 engendra 14 victoires sans une égratignure, le Major Schöpfel atteignant le score de 40, l'Oberleutnant Fulbert Zinc celui de 20. Le lendemain, le Hauptmann Müncheberg dépassait les 80 succès alors qu'un grand nombre de pilotes étaient des as ou en passe d'être. JG 2 et 26 se complétaient par ailleurs parfaitement : si l'une manquait une interception, l'autre s'en chargeait à sa place. Dès le 5, les formations britanniques privilégièrent le vol au raz des flots avant de grimper très vite en vue des côtes afin de prendre de court les Allemands, une méthode toutefois non généralisée par la suite en raison d'une rapide dégradation météo. Entre-temps, le Hauptmann Johannes Seifert reçut le 7 juin la Croix de Chevalier quelque temps après sa 36e victoire, tandis que l'Oberleutnant « Wutz » Galland (10 victoires) se voyait conforté en tant que chef de la 5. Staffel, gagnant en réputation pour son leadership. Le FW 190 ne resta pourtant plus une énigme outre-manche lorsque l'un d'eux appartenant au III./JG 2 se posa par erreur sur une base anglaise le 23 juin. La RAF testa ses performances et faute de mieux à lui opposer, recommanda à ses pilotes d'attirer leurs adversaires proche du Channel jusqu'à que ces derniers ne rompent le combat.
Les Britanniques finirent par temporiser leurs opérations d'envergure, et leur salut viendra du Spitfire IX doté d'un moteur Merlin 61, mais tout juste entré en service. De son côté, la 10.Jabo/JG 26 troqua elle aussi ses Bf 109 pour des FW 190A-2 et A-3/U3 capables de transporter deux fois plus de bombes. Le 21 juillet, le Hauptmann Joachim Müncheberg (83 victoires) dit adieu à la « Schlageter » pour se former au rôle de Kommodore sur le front Est à seulement 23 ans,. L'escadre termina juillet plein pot avec 28 victoires les deux derniers jours. À l'instar de la JG 2, la 26 se greffa également une nouvelle Staffel baptisée Höhenstaffel ou 11.(Höhen)/JG 26 équipée du nouveau Bf 109G-1 et spécialisée pour la haute altitude.

#### BMW contre Merlin
Les Anglais s'aventurèrent peu sur les côtes de France lors de la première quinzaine d'août. Le 17 cependant, les premiers B-17 de la 8th Air Force bombardèrent la gare de triage de Rouen, prémices d'une nouvelle menace qui allait bientôt dominer le ciel. Deux jours plus tard, une paire de FW 190 de la 5./JG 26 repèrent des combats sur les plages de Dieppe, témoins en réalité de l'opération Jubilee sous ombrelle de 750 avions. En face, 115 appareils des JG 2 et 26 se mobilisèrent dès 6 h 30 avec pour mission première d'engager le combat aérien avant de mitrailler les plages. Passé 11 h, la JG 26 prit en charge des Do 217 de la KG 2 venus des Pays-Bas en renfort, tandis que la Jabostaffel frappait elle-même les embarcations. Une demi-heure plus tard, des B-17 bombardèrent le terrain d'Abbeville-Drucat mais firent peu de dégâts. Malgré la supériorité numérique des Alliés, la Luftwaffe joue à domicile et applique ses tactiques habituelles. À ce stade, le raid sur Dieppe s'essoufflait déjà, bien que les combats perdurèrent tout l'après-midi. Le Major Schöpfel remporta la dernière victoire à 18 h 30 et le dernier FW 190 atterrissait trois heures plus tard. La JG 26 réalisa ce jour-là 377 vols et remporta un franc succès avec 38 victoires tout en ne perdant que sept appareils et six pilotes,.
L'opération ne laissa nul repos pour les belligérants, et la « Schlageter » ajouta encore 22 victoires avant la fin du mois, dont près de la moitié le 27 août, bien que les B-17 apparaissent pour l'instant peu nombreux dans le ciel. Caracolent en tête les trois Ritterkreuzträger Priller, Schöpfel et Seifert. Suivent derrière Fülbert Zink, Rolf Hermichen (27) et Karl Willius (21) pour le I. Gruppe ; Kurt Ebersberger (blessé), Adolf Glunz, Wilhelm Philipp (II./JG 26), Klaus Mietusch, Karl Borris, Kurt Ruppert (III./JG 26), ainsi qu'Emil Babenz de la 11.(Höhen) Staffel, tous les sept tournant autour de la vingtaine. Pour leur part, les frères Galland côtoient la quinzaine tout comme les Oberfeldwebel et vétérans de 1940 Walter Meyer et Willy Roth.

#### …et Boeing
L'activité retomba dès septembre mais les FW 190 restaient en patrouille permanente. Jusqu'à présent, le Spitfire représentait le « gibier » préféré de la « Schlageter », mais l'adoption du Mark IX dans les unités du Fighter Command et l'arrivée des avions américains bousculèrent quelque peu leurs habitudes. Les B-17 en particuliers transportaient une charge militaire plus importante que les Blenheim et autres Boston. De fait, les Allemands ne pouvaient plus se permettre de délaisser ces bombardiers, perdant ainsi l'initiative tactique qu'ils détenaient jusque-là. Le II./JG 26 du récent Kommandeur Karl-Heinz Meyer remporta ses premières victoires sur les « Forteresses volantes » le 6 septembre.
Le 9 octobre, alors que la Jabostaffel poursuit toujours ses incursions sur les côtes anglaises, les Américains répondirent avec leurs plus gros moyens déployés jusque-là, en ciblant des industries lilloises par 108 bombardiers. Le III./JG 26 de Priller descendit trois B-17 et le premier B-24 sous les tirs du Kommandeur. Des succès modestes donc, justifiés par la robustesse des quadrimoteurs qu'il fallait tirer d'assez prêt pour avoir une chance de succès. La JG 26 était maintenant équipé de FW 190A-4 bénéficiant d'un système d'injection eau-méthanol (MW 50) ainsi que d'une nouvelle radio pour un meilleur guidage du contrôle au sol. Adolf Galland inspecta aussi son escadre favorite, afin d'évaluer le manque de résultats contre les bombardiers lourds. Le 31 cependant, le General der Jagdflieger perdit son plus jeune frère Paul (17 victoires) abattu par un Spitfire dans un raid de représailles inutile sur Canterbury impliquant les appareils des JG 2 et 26 en partie équipés de bombes. Ça ne sera pas la seule perte notoire en octobre puisque l'Oberleutnant Ebersberger chef de la 4./JG 26 (déjà blessé le 24 août précédent), partit en convalescence le 7 octobre après un atterrissage forcé dû à une panne moteur. Le 11, le promu Leutnant Walter Meyer (6. Staffel) entra en collision avec son ailier deux jours après sa 18e victoire, blessant les deux pilotes ; l'as décédera en janvier 1943 après avoir contracté la tuberculose.
Le Hauptmann Priller profita du manque d'activité pour simuler l'interception de B-17 en utilisant des Ju 88. Situation bien différente en revanche le 8 novembre en Afrique du Nord où les Alliés ont débarqué, amenant le départ des Höhenstaffeln des JG 26 et 2 pour la Tunisie au côté des FW 190 du II./JG 2. L'occupation de la zone libre deux jours plus tard impliqua cette fois le départ du I./JG 2 et des deux Jabostaffeln pour le sud de la France. Subordonnée au II./JG 51, la 11.(Höhen)/JG 26 perdit cependant la moitié de son personnel au sol quand le Ju 52 qui les transportait disparut, probablement abattu par un Beaufighter. Seuls restaient désormais les I., II. et III./JG 26 et le III./JG 2 pour défendre le nord de l'hexagone. La dispersion des unités de chasse allemandes ne passa pas inaperçue aux écoutes d'Ultra. Comme si ça ne suffisait pas, Hitler ordonna des « raids de terreur » impliquant des mitraillages d'objectifs civils dans le sud de l'Angleterre. Sur les cinq pilotes tués en novembre, trois perdront la vie dans ces attaques aussi inutiles qu'impopulaires. Au cours du mois, l'Oberfeldwebel Wilhelm Philipp et l,Oberleutnant Josef Haiböck quittèrent tous deux la « Schlageter » pour le front Est où ils poursuivront une brillante carrière.
La 11./JG 26 de l'Oberleutnant Westphal joua à nouveau de malchance le 3 décembre en perdant la moitié de ses pilotes lors d'un raid de la 12th Air Force sur son terrain proche de Tunis. L'unité fut alors démantelée dans la foulée et ses survivants rejoignirent le II./JG 51 tandis qu'une nouvelle 11./JG 26 voyait le jour moins d'une semaine plus tard ; commandée par le Leutnant Paul Schauder (11 victoires), elle se rattacha au III./JG 26 et servit pour l'entraînement opérationnel. Les incursions alliées reprirent les 4, 6 et 12 décembre, permettant la réalisation de 20 victoires, dont la 45e et dernière du Kommodore Schöpfel, et la 80e du Hauptmann Priller ; Fülbert Zink atteignit le score de 30, 20 pour « Wutz » Galland et Rolf Hermichen. Parallèlement, la JG 26 commença à réintroduire le Bf 109 au sein de ses II. et III. Gruppen, car le FW 190, victime de son succès, ne pouvait répondre à la demande. Le 109 surpassait également le 190 en altitude, idéal donc pour un rôle de couverture. Dans les faits cependant, la Luftwaffe avait trop peu de chasseurs à l'Ouest pour pouvoir les employer dans des rôles spécifiques, et les deux chasseurs permuteront régulièrement leurs rôles. Finalement, seul le III./JG 26 se rééquipa entièrement en 109 au printemps 1943, tandis que le II. repassa assez vite sur Focke-Wulf,.
La « Schlageter » était montée en puissance au cours de l'année 1942, grâce notamment à son nouvel avion. Les pertes restaient moindres mais impacta durement la 10.Jabo/JG 26 d'attaque au sol avec neuf morts et deux capturés au cours de l'année, dont deux Staffelkapitän. Toujours sur les rangs, la Jabo détruisit dépôts de carburant, voies de chemin de fer, navires, usines, installations portuaires. Régulièrement cependant, l'escadre recomposait ses effectifs grâce à ses unités d'entraînement. Des noms comme Gerhard Vogt, Peter Crump, Waldemar Söffing, Gerhard Wiegand, Xaver Ellenrieder, Heinz Gomann et Wilhelm Hofmann (en convalescence) sortiront bientôt des rangs, auquel s'ajouta un nouveau venu, le Feldwebel Heinz Kemethmüller, un Ritterkreuzträger titulaire d'une soixantaine de victoires sur le front Est avec la JG 3. Mais la fin de saison révéla aussi de nouveaux ennemis auxquels il fallut s'adapter. Le 23 novembre, l'as de la JG 2 Egon Mayer testa avec succès une attaque frontale sur les bombardiers lourds américains, moins bien protégés au niveau du nez. Adolf Galland approuva l'idée et publia cette nouvelle tactique d'attaque pour les unités le 21 décembre, au lendemain d'une mission de ce type réussite par la JG 26.

### Échange de bon procédé (1943)

#### Réorganisation
Les opérations en Afrique épargnèrent la JG 26 qui demeura globalement dans la région lilloise et de l'autre côté de la frontière belge. Seules les 4. et 9. Staffel opéraient alors au sud de Rouen sous la coupe de la JG 2. De leurs côtés, les Britanniques engagèrent plus massivement leurs récents Hawker Typhoon, mais uniquement à basse altitude car inadaptés à l'escorte de bombardiers, à l'inverse du Spitfire IX dominant au-dessus des 20 000 pieds. Comme à son habitude, le Generalmajor Adolf Galland passa les fêtes à la « Schlageter » mais ne cacha pas non plus sa déception au regard des faibles résultats de l'unité face à la 8th Air Force. Le 2 janvier 1943, il nomma ainsi son frère « Wutz » à la tête du II./JG 26, une promotion moins apparentée à du favoritisme qu'au talent et l'estime dont bénéficiait déjà le cadet. Le Leutnant Hors Sternberg (10 victoires) prit sa place à la 5./JG 26 et cinq jours plus tard, l'aînée des Galland annonça lors d'une conférence à Berlin, une permutation entre la JG 26 et la JG 54 œuvrant alors à l'Est. Les Major Schöpfel et Priller présents apprirent la mutation du premier comme officier opération au Jafü Brittany (Bretagne) couvrant les bases de sous-marins, et la nomination du second comme nouveau Geschwaderkommodore. Professionnel, vif et doté d'un franc-parler à l'instar de Galland, « Pips » Priller s'adonna à la lourde tâche de finaliser le transfert de son unité en URSS. L'arrivée récente de deux nouveaux vétérans en droite ligne de ce même front, le Hauptmann Walter Hoeckner à la tête de la 1./JG 26, et l'Oberfeldwebel Alfred Heckmann, coïncida fortuitement avec le déménagement prochain du I./JG 26 du Major Seifert pour la Russie, en lieu et place du III./JG 54. Enfin, le III./JG 26 laissé vacant sera repris par le Hauptmann Friedrich Geisshardt venu en droite ligne de Méditerranée : bien qu'arrogant, l'as était extrêmement compétent et titulaire de 100 victoires tout rond avec le I./LG 2 et I./JG 77, en attestent les feuilles de chêne à son cou.
Rien de transcendant pourtant côté opérations pour ce début d'année, d'autant qu'un raid mené contre les objectifs civils anglais le 20 janvier tourna au désastre pour l'agresseur comme pour la population locale en raison de la couverture nuageuse basse ; 38 élèves et 6 professeurs d'une école périrent et la JG 26 y laissa cinq morts, trois prisonniers et deux blessés. Jamais plus l'escadre ne tentera pareille mission. Outre la 8th Air Force, la RAF débuta des attaques au sol efficaces dites « Rhubarbs » mené par des Whirlwind et surtout des Mustang I contre les réseaux ferrés, routiers et électriques. Le 23, l'Unteroffizier Peter Crump détruisit deux de ces avions et devint un as trois jours plus tard. Alors que le I./JG 26 débutait son transfert pour le front de Leningrad, le II./JG 26 sous l'impulsion de « Wutz » Galland rendit tous ses Bf 109 au III. (dont Geisshardt était un parfait habitué), pour ne voler que sur FW 190.
Malgré une météo maussade, les Britanniques envoyèrent deux raids de bombardiers Ventura le 3 février escortés par de vieux Spitfire V. Pour un seul Allemand sérieusement blessé, la JG 26 revendiqua une quinzaine de victoires confirmées. Le Hauptmann Galland réalisa un triplé tandis qu'un doublé de Fulbert Zinc précéda le départ des derniers pilotes du I. Gruppe à l'Est. Les rencontres aériennes se raréfièrent les jours suivants faute de visibilité. Le 13 néanmoins, les « Abbeville Boys » raflèrent 6 victoires tandis que le Hauptmann Kurt Ruppert de la 9./JG 26 en ajouta une septième pour sa 20e personnelle. Deux jours plus tard, Galland confirmait sa 30e lors d'une mission de protection de navire. La poursuite des combats entraîna une multitude de mouvements entre unités. Le III./JG 54 du Hauptmann Reinhard Seiler se retrouva ainsi sous la coupe du Stab JG 26 du Major Priller à Lille. La 10.(Jabo)/JG 26 devint aussi 10.(Jabo)/JG 54 tandis que la 7./JG 26 de Klaus Mietusch débuta son transfert vers l'Est à la place de la 4./JG 54. Initialement, « Schlageter » et « Grünherz » devaient échanger leur place dans leur totalité, mais la situation évolutive des fronts changea la donne . D'autres pilotes vinrent aussi grossir les rangs de l'unité qui combattait désormais des alter ego cosmopolites. Citons le Feldwebel Wilhelm Freuwörth (56 victoires avec la JG 52 et détenteur de la Croix de Chevalier), et les Leutnant Walter Matoni et Waldemar Radener, deux futurs grands as de la JG 26.
La « Schlageter » encore postée à l'Ouest réalisa une vingtaine de succès en mars, la moitié en deux jours. L'unité côtoie aussi le I./JG 27 depuis le début de l'année revenu d'une longue péripétie en Afrique du Nord. Pour sa part, le Kommodore Priller batailla plusieurs semaines pour rendre le III./JG 54 opérationnel à l'Ouest, qui passa finalement sous la coupe de la JG 1 fin mars. L'expérience acquise par les JG 2 et 26 était tout simplement unique et l'échange entre cette dernière et la JG 54 deviendra caduc.
Le 4 avril, les Alliés ciblèrent l'usine Renault au sud-est de Paris en faisant diversion, obligeant la JG 26 à intervenir sur le tard : total, 10 victoires revendiquées, dont un nouveau triplé pour « Wurtz » Galland. Le lendemain, Priller mena avec Geisshardt une passe de tir frontale sur des bombardiers visant le site d'aviation Erla à Anvers, imité par le II. Gruppe. Cinq quadrimoteurs allèrent au tapis, mais Geisshardt fut gravement blessé à l'abdomen. Saignant abondamment, l'as parvint néanmoins à se poser en douceur, mais décédera le lendemain. Le Hauptmann Kurt Ruppert (vainqueur la veille) prit alors sa succession. Pendant ce temps, l'aînée des Galland se battait avec sa hiérarchie pour massifier la chasse de jour. Faute de pouvoir créer de nouvelles Jagdgeschwader, il augmenta les effectifs de celles existantes, une restructuration majeure dont allait bientôt bénéficier la JG 26. D'autant que les incursions américaines commençaient à peser sur la balance, en témoigne l'arrivée des premiers P-47 Thunderbolt sur les côtes françaises le 8 avril. En réponse, une nouvelle 12./JG 26 fut mise sur pied. Le 21, le II./JG 26 décolla sur alerte, plantant littéralement au passage le Generalfeldmarschall Hugo Sperrle venu en visite d'inspection (!) et détruisit deux Ventura et trois chasseurs, le Hauptmann Galland obtenant au passage ses 40e et 41e victoires. Huit jours plus tard, la JG 26 se cogna pour la première fois aux P-47 mais les FW 190 ne pouvaient voler aussi haut qu'eux. Aussi tenta-t-on de doper les Bf 109 du III./JG 26 qui aboutit à la version G-6, mais qui resteront cependant moins rapides que les P-47C et les futurs P-51.
Répartis dans la région lilloise et ses alentours, Stab, II. et III./JG 26 chaperonnaient également la 4./JG 54 (à la place de la 7./JG 26 partie en Russie) ainsi que des 10, 11 et 12./JG 54 récemment mises sur pied dans le cadre du renforcement de la chasse voulu par Adolf Galland. Mais les Alliés, et en particulier les bombardiers lourds, menaient la vie dure à la « Schlageter ». Peu de ses pilotes mourraient durant cette période, mais beaucoup se retrouvaient blessés, obligeant de longs séjours à l'hôpital, voir le retrait définitif des combats. Qui plus est, les succès se faisaient moindres : soit l'escorte de chasse maintenait les Allemands à distance, soit ces derniers rataient l'interception faute de timing. La JG 26 n'était pas la seule face à cette situation, la JG 1, portée par son récent Kommodore Hans Philipp, peinait également à la tâche face aux performances des avions américains.

#### I.Gruppesur le front Est
Les premiers éléments du I./JG 26 arrivèrent aux abords du lac Ilmen par −40 °C en toute fin de janvier 1943, là où officiait encore récemment le III./JG 54. Le moral est au beau fixe car il est de notoriété que les chances de victoires aériennes sont plus élevées qu'à l'Ouest. Cependant, la navigation requiert de rester à vue de la ligne de front, car peu de pilotes reviennent d'un crash en territoire ennemi. Le 14 février et les deux jours suivants, le Gruppe mit en déroute des troupes russes massées le long des rives du Ilmen et leurs soutiens hippomobiles. Le 16, le Major Seifert et la seule 1./JG 26 interceptèrent et détruisirent 11 Il-2 « Sturmovik », l'occasion pour le Hauptmann Walter Hoeckner de franchir les 40 succès. Le lendemain cependant, l'unité déplora deux morts, un blessé et quatre autres FW 190 endommagés, les chasseurs russes veillant cette fois au grain. Le groupe se rattrapa en poivrant 8 Il-2 et un LaGG-3 les deux jours suivants. Mais lorsque les Sturmovik attiraient les Allemands à foison, les récents Yak-7 et La-5 avaient champ libre pour malmener les bombardiers allemands, remettant en question la capacité de la Luftwaffe à soutenir ses troupes. Le I./JG 26 réalisa encore une vingtaine de succès jusqu'à la fin du mois sans perte, marqué par le retour de la 2./JG 26 de Fülbert Zink au sein du groupe, tandis que l'as au 57 victoires Alfred Heckmann quittait le front pour l'écolage.
Le II./JG 54 descendit sur Smolensk pour rejoindre la JG 51, laissant seul le I./JG 26 à ses patrouilles et escortes de Ju 87. Le 5 mars, le groupe abattit 14 adversaires (triplé pour Seifert et un quadruplé pour le Feldwebel Erich Scheyda). Deux jours plus tard, Walter Hoeckner poivra à lui seul six appareils et passa la barre des 50. Seifert atteignit le même score le 14 mars, mais le Hauptmann Fülbert Zink disparut, abattu derrière les lignes ennemies ; l'as possédait 36 victoires. Ce jour-là, le I./JG 26 recula aussi sur Dno probablement pour opérer sur une piste en meilleur état. Au total, l'unité revendiqua 50 succès en mars, et récupéra le Feldwebel Karl Willius parti lui aussi un temps à l'écolage. Après une période creuse en avril, le groupe rejoignit le Groupe d'armées Centre dans la région de Smolensk le 9 mai en préparation de l'opération Zitadelle. Le 13, le I./JG 26 descendit six adversaires, dont quatre pour Willius. Outre les patrouilles aériennes, les hommes de l'unité furent également sollicités mi-mai pour lutter au sol contre les partisans, avant le transfert des FW 190 à Orel le 20 du mois. À son insu, le Kommandeur Seifert fut relevé de ses fonctions pour raison familiale et nommé à un poste au sol en Bulgarie le 1er juin. Le Hauptmann Fritz Losigkeit prit alors ses fonctions, délaissant le I./JG 1 qu'il commandait. Du reste, l'activité aérienne ne cessait d'augmenter de part et d'autre de la ligne de front en prévision de la bataille de Koursk. Mais l'offensive sans cesse reportée entraîna in fine le retour du I./JG 26 en Allemagne le 6 juin, sans son récent Kommandeur qui demeura à la JG 51,.
Durant son tour d'opération en URSS, le I./JG 26 amassa 126 victoires pour la perte de neuf de ses pilotes et trois membres du personnel au sol. Walter Hoeckner, Johannes Seifert et Waldemar Söffing réalisèrent les meilleurs scores avec respectivement 17, 11 et 10 succès, tandis que le Feldwebel Willius en amassait 9 en très peu de temps, atteignant le score de 33.

#### Second Solo
Un petit détachement de la 7./JG 26 rejoignit le I./JG 54 fin janvier à Gatchina, la base aérienne la mieux équipée du secteur nord, apportant en parallèle son expérience au pilotage du FW 190. La Staffel suivit un mois plus tard, toujours aux ordres du Hauptmann Klaus Mietusch avec pour adjoint Günther Kelch de grade identique. Le 7 mars, le Feldwebel Erich Jauer réalisa un triplé faisant de lui un as. Les informations quant aux opérations et succès de la 7./JG 26 en Russie restent cependant fragmentaires. L'unité effectua surtout des missions d'escorte de Ju 87 ou d'appareils de reconnaissance type Bf 110 et Hs 126. Mietusch resta cependant inopérant durant deux mois après un sévère crash au décollage le 20 mars. À l'inverse, l'Oberfeldwebel Heinz Kemethmüller fit son retour dans l'unité à la mi-mai après une grave blessure au-dessus Calais le 4 février précédent, date à laquelle la 7./JG 26 reprit un peu d'activité après seulement une douzaine de victoires en mars (la moitié pour Jauer) suivi d'un mois et demi de période creuse.

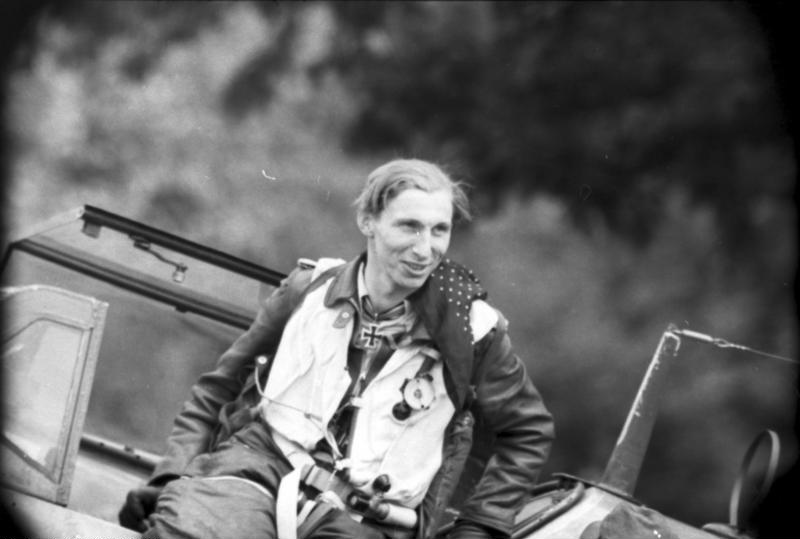
Le Hauptmann Klaus Mietusch (ici en 1944) prendra en charge le III./JG 26, un groupe avec qui il fera toute sa carrière.

Le 21 mai, Mietusch et Kemethmüller réalisèrent 7 succès à eux deux depuis un terrain excentré, le premier passant la barre des 30 victoires, le double pour le second. Fin mai et début juin, la Staffel escorta surtout des He 111 et Ju 88, l'occasion pour Erich Jauer de se remettre en selle. Hélas pour lui, il s'éjecta loin derrière les lignes ennemies le 18 juin après avoir tiré sur sa propre hélice à la suite d'une rupture du système de synchronisation, et entrera en captivité ; il détenait 14 victoires, dont 13 soviétiques. Ce jour-là, Mietusch parvint à 42 victoires après un quintuplé en trois missions, tandis que Heinz Kemethmüller franchissait les 70 succès, malgré toute la panoplie d'adversaires soviétiques déployés contre eux,.
Les derniers éléments de la 7./JG 26 reviendront au III./JG 26 le 10 juillet. Basé en Allemagne pour la défense du nord du pays, le Gruppe ne vole désormais plus que sur Bf 109. Fin juin déjà, Klaus Mietusch en prenait le commandement à la suite de la mort du Hauptmann Kurt Ruppert (voir plus bas). Günther Kelch reprit alors la 7./JG 26 et revint d'URSS avec 12 avions abattus ; Mietusch en avait obtenu 15, Kemethmüller 10, et 7 pour le Leutnant Peter Reischer. Le rapport du Kommodore Priller fait état de 63 victoires en quatre mois, pour trois morts et un prisonnier, un fait d'arme comparable à celui établi deux ans auparavant en Méditerranée.

#### Face à la 8thAir Force
Le III./JG 26 opérait de la Basse-Saxe depuis juin de façon indépendant. Le 11 juin, le Gruppe volant sur Bf 109G-4/R6 équipé de deux canons supplémentaires en gondole, mit en échec - conjointement avec le nouveau III./JG 1 – une frappe de B-17 sur les chantiers navals de U-Boat de Wilhelmshaven. Deux jours plus tard, les hommes du Hauptmann Rippert interceptèrent un nouveau raid cette fois sur Kiel et descendirent cinq quadrimoteurs et un Spitfire. Le Kommandeur dut s'éjecter sous les tirs défensifs des bombardiers mais ouvrit son parachute à trop grande vitesse et son harnais de rompit ; l'officier détenait 21 victoires depuis 1940. Le III./JG 26 prit cher une nouvelle fois le 25 juin en perdant trois pilotes en mer, résultant de la mauvaise météo ou des combats.
Le II./JG 26 pour sa part effectua surtout des patrouilles défensives début juin, conjointement avec le I./JG 27. Le transfert progressif du I./JG 26 dans l'Hexagone entraîna ce dernier à Marseille-Marignane. Toutefois, le I. Gruppe toujours privé du Hauptmann Losigkeit, resta en grande partie inopérant durant les vingt premiers jours, laissant le II./JG 26 réaliser à lui seul une quinzaine de succès. Le 19, le Hauptmann Walter Hoeckner devint Kommandeur du II./JG 1 et laissa la 1./JG 26 au Leutnant Arhur Beese. Le 22, Josef Priller et « Wurtz » Galland purent mener à bien une interception sur les Américains mal coordonnés, jusqu'à épuisement des munitions ; aux huit B-17 descendus s'ajouta un 9e lors d'une seconde sortie du Feldwebel Gerhard Vogt qui porta son score à 12. À noter deux succès comptabilisés comme « endgültige Vernichtung » et « Herausschuss » (destruction finale et séparation), outre la 90e victoire de Priller. Le Kommodore dut une nouvelle fois se passer du I./JG 26 le 23 juin transféré à Rheine, et tira d'hôpital le Hauptmann Karl Borris pour sa prise en charge, tandis que Kurt Ebersberger revenait d'instruction pour commander la 8./JG 26. Le 25 juin amena la 1 500e victoire à la « Schlageter » avant que le II./JG 26 ne prenne par surprise le lendemain une formation de P-47 pour en abattre 10, dont 8 confirmés. Le Major Priller descendit pour sa part un B-17 en solo ; promu Oberstleutnant à la fin du mois, le patron de la JG 26 se retrouva désormais cantonné à l'état-major, limitant de surcoût ses propres vols.
Les différentes Staffeln de la JG 54 jusqu'ici rattachées à la JG 26 formèrent bientôt un nouveau IV./JG 54 en partance pour la Russie. La 12./JG 26 adjointe au III./JG 26 prit pour nouveau Staffelkapitän le Hauptmann Hermann Staiger le 5 juillet, un Ritterkreuzträger et vétéran de la JG 51 (26 victoires) et revenu d'une longue période d'instructeur. En cet été 1943, le I./JG 26 de Boris défendait la Ruhr, le II. de Galland - fraîchement promu Major - demeurait dans le nord de la France, tandis que le III. de Mietusch s'occupait du Nord de l'Allemagne. Le 14 juillet, des B-17 pulvérisèrent 70 FW 190 en réparation dans un hangar de Villacoublay, dont 15 de la JG 26. Seul Galland pût descendre deux P-47, réalisant au passage son 50e succès. L'as réalisa un second doublé le lendemain lors d'un septuplé de son groupe contre la RAF. Fin juillet, les Alliées lancèrent la « Blitz Week », première campagne massive de bombardement dont Hambourg fera les frais sept jours durant. La JG 26 intervint du 25 au 29, avec un seul jour d'interruption météo. À chacun son rôle, les deux premiers groupes se chargèrent des Anglais tandis que III./JG 26 se confrontaient aux Américains ; pour cinq blessés et deux tués, l'ensemble revendiqua plus de vingt victoires - une majorité de bombardiers - dont quatre pour le Hauptmann Staiger. Le summum arriva le 30 dans une bataille d'une rare intensité : résultats 13 victoires et 5 autres non-confirmées (destructions finales et séparations incluses), pour des pertes identiques aux quatre jours précédents. Le 31, le Hauptmann Günther Kelch chef de la 7./JG 26 périt lors d'un exercice de tir de roquettes de 21 cm ; il sera remplacé par l'Oberleutnant Hans-Georg Dippel (16 victoires). Alfred Heckmann fit également son retour dans l'unité qui bénéficia – à l'instar de la JG 2 - de plus de moyens comme voulus par le Generalmajor Galland. Cependant dans les faits, le nombre d'appareils opérationnels restait bien souvent en deçà des effectifs théoriques.
La pause forcée outre-Manche entraîna le déménagement du II./JG 26 à Volkel le 6 août, laissant sa consœur « Richthofen » s'expliquer avec les Américains en France. Le 12, la 8th Air Force revint sur la Ruhr et les I. et II. Gruppe éliminèrent douze B-17 sans trop de casse. Le lendemain, le III./JG 26 resserra les rangs à son tour en prenant place à Amsterdam, avant que le II./JG 26 ne retourne…à Beauvais-Tillé le 15 ! Les trois groupes connurent leur plus grosse journée le 17 août 1943 lors des frappes sur Schweinfurt-Regensburgs. Les I. et III./JG 26 interceptèrent les bombardiers vers 11 h 30, puis une seconde fois aux environs de 15 h. Le II./JG 26 ne put entrer en jeu à son tour que deux heures plus tard ou seul Adolf Glunz descendit un B-17 (40e victoire) tandis que des P-47 coiffaient les appareils de « Wutz » Galland et son ailier. Si ce dernier s'en tira blessé, le Kommandeur périt en revanche corps et bien, tout comme quatre autres pilotes. La JG 26 clama lors de cette journée 18 B-17 et trois chasseurs, mais pleura l'un de ses plus grands leaders, qui contribua assurément à la renommée des « Abbeville boys ». Au lendemain de la mission, on pensa les plaies des deux côtés, Hans Naumann prit provisoirement la tête du II./JG 26 et porta son score à 22 le 19 août. Huit jours plus tard, le Hauptmann Kurt Ebersberger officialisait sa 30e, tandis que l'Oberfeldwebel Glunz recevait la Croix de Chevalier le 29 du mois.

#### Objectifs multiples
Début septembre, l'USAAF se contenta d'objectifs au nord de la France et la Belgique, une période mise à profit par le Generalmajor Galland pour émettre plusieurs instructions afin de parer aux futurs raids. Entre quadrimoteurs et bombardiers moyens, la JG 26 avait de quoi s'occuper : l'unité descendit environ 25 adversaires la première semaine de septembre, les Staffelkapitän des 4. et 5./JG 26 Helmut Hoppe et Horst Sternberg atteignant chacun leur 20e succès. Du 8 au 9, les Alliées frappèrent des terrains allemands dans le cadre de l'opération Starkey, P-47 et Spitfire maintenant les assaillants à bonne distance. Entre temps, le III./JG 26 délaissa la capitale néerlandaise pour revenir dans la région lilloise, réunissant de facto l'ensemble de la « Schlageter » dans la même zone, tandis que le Général Galland rappelait bientôt Johannes Seifert de Bulgarie pour reprendre le II./JG 26. Entre deux météos mauvaises, B-25 et B-26 occupèrent les Allemands en majeure partie jusqu'à la fin du mois (une quinzaine de victoires, la 30e de Karl Borris). Mention spéciale pour l'Unteroffizier Gerd Wiegand de la 8./JG 26 qui, avec ses 5 premiers succès, réalisa le meilleurs score en septembre. La JG 26 salua par ailleurs le retour du Fahnenjunker-Oberfeldwebel Emil Babenz, vétéran de la 11./JG 26 de retour après son passage à la JG 53.
Le 1er octobre, la « Schlageter » subit une importante refonte en incorporant pour chaque Gruppe quatre Staffeln (voir organisation), entraînant un chamboulement dans les numérotations. Le lendemain, le II./JG 26 remonta sur Cambrai-Épinoy proche du III. et I. basés à Vendeville et Grimbergen, une proximité qui simplifia la gestion de l'Oberstleutnant Priller. Le 3, l'escadre se confronta violemment aux Britanniques sous sa nouvelle formule et prit contact avec les Américains le 10 du mois lors d'une forte confrontation aérienne. Les Américains connurent un « Black Thursday » en retournant sur Schweinfurt quatre jours plus tard, laissant 60 bombardiers sur le carreau, sans compter bon nombre pour la casse. La dernière grosse mission du 20 octobre amputa la JG 26 de six pilotes et deux blessés ; néanmoins, l'unité amassa une trentaine de succès lors de ces quatre journées intensives. Dans l'intervalle, le Hauptmann Rolf Hermichen quittait ses coéquipiers pour prendre en charge le I./JG 11. En fin de mois, la JG 26 se passa également de l'Oberfeldwebel Wilhelm Freuwörth (gravement blessé), tandis que le Hauptmann Kurt Ebersberger, pris à partie par deux Mustang après décollage, sauta trop bas pour que son parachute ne se déploie.
L'unité déplora encore trois morts et deux blessés du 2 au 3 novembre. Le III./JG 26 maintenant basé à l'ouest de l'Allemagne commença pour la première fois à utiliser des Bf 109G-6/U4 doté d'un canon MK 108 de 30 mm au lieu du calibre habituel de 20 mm. Toutefois, l'ensemble de l'escadre n'engendra que peu de succès en raison d'une météo peu favorables au lancement de grands raids aériens. Le coup de massue arriva le 25 novembre lorsque le Major Seifert dirigea vingt FW 190 sur une poignée de P-38. À la surprise de tous, l'as attaqua d'une altitude inférieure, entraînant un brusque piqué d'un de ses adversaires qui le percuta en vol, entraînant la mort des deux pilotes,. Les missions des 26, 29 et 30 septembre coûta encore 9 morts et 6 blessés pour une dizaine de victoires. Le 1er décembre, la JG 26 perdit encore le Hauptmann Helmut Hoppe chef de la 5./JG 26 (25 victoires) et son ailier contre des Spitfire canadiens, l'unité se rattrapant tout de même en abattant six B-17 et autant de chasseurs. Les conditions météos repoussèrent les sorties suivantes au 20 décembre. Le lendemain, Wilhelm Freuwörth fut une nouvelle fois blessé et ne retournera plus au combat,. Le 30 décembre apporta encore 10 succès, et la dernière de l'année viendra d'Adolf Glunz, l'homme fort de l'automne-hiver 1943 désormais titulaire de 51 victoires. Outre Wiegand, émergea le Feldwebel Wilhelm Mayer, proche des 10 victoires. L'escadre bénéficia également de l'expérience du Leutnant Karl-Heinz Kempf, un ancien Ritterkreuz de la JG 54 arrivé fin mai à la JG 26, désireux de parfaire avant tout l'entraînement des nouvelles recrues.
Bien que dans un ratio victoires/pertes de 4 contre 1, le nombre de tués en 1943 s'établit à plus du double que l'année précédente. Son parc aérien demeurait également bien en deçà de sa capacité pleine théorique, et malgré un effectif de 185 pilotes, 78 étaient en convalescence, détachés ailleurs, ou simplement non opérationnels. Le plan d'Adolf Galland pour « gonfler » la chasse aboutit, mais arriva trop tard, alors même que les chasseurs alliés montaient en puissance pour démarrer une guerre d'usure.

### Toujours à la pointe (1944)

#### Big weeks
La prise en main de la 8th Air Force par le Général James H. Doolittle donna plus grande souplesse aux chasseurs US pour balayer en avant du trajet des bombardiers. Les Américains arrivèrent en force le 7 janvier 1944, et si les deux premiers Gruppen obtinrent trois B-17 et cinq P-47, le seul II./JG 26 déplora cinq morts (deux par collision) et un blessés. Une bien mauvaise entrée en matière, aussi le III./JG 26 revint d'Allemagne pour les Hauts-de-France, mais sa proximité des côtes ne laissait guère le temps au groupe d'assembler ses avions en vol pour intercepter l'ennemi. Le gros de travail incomba donc au I. et II./JG 26, qui opposèrent une forte résistance aux B-17 le 11 janvier en neutralisant une douzaine d'entre eux sans pertes. Mais l'escadre déplora trois jours plus tard cinq tués et un blessédans l'une des rares journées où le III./JG 26 put s'illustrer. La météo de janvier est mauvaise mais les Alliés persistent, focalisant notamment leurs attentions sur les sites de lancement de V1 en France pour la 9th Air Force, et les grandes villes allemandes pour la 8th. La « Schlageter » demeura ainsi sur la brèche du 21 au 30, avec environ 40 succès en dix jours, du moins confirmés. Le Feldwebel Gerd Wiegand n'obtint ainsi que moitié moins de ses 8 victoires créditées en janvier. L'Oberleutnant Artur Beese patron de la 1./JG 26 franchit les 20 victoires, tandis que Matoni, Radener et le Feldwebel Heinz Gomann (tous trois au II./JG 26) passaient le score de 10. Autre as du groupe à sortir du lot malgré des débuts difficiles le Leutnant Wilhelm Hofmann avec 5 victoires en janvier. En contrepartie, la JG 26 perdait 20 pilotes, (14 au combat, 6 par accident) ; si les avions se remplaçaient aisément, il en était autrement pour les hommes.
Le mauvais temps hivernal impacta davantage la Luftwaffe que l'USAAF qui ciblait alors principalement Frankfort, avec des appareils toujours plus performants. Le 4 février, le Leutnant Karl Willius et l'Oberfeldwebel Alfred Heckmann décrochèrent respectivement leur 40e et 60e victoire mais le I. Gruppe perdit le vétéran d'avant-guerre Arthur Beese deux jours plus tard. Les 8 et 11, l'unité s'expliqua surtout avec les chasseurs adverses avec un certain succès. Mais pour la « Schlageter », la situation est préoccupante, avec 85 appareils opérationnels sur 208 potentiels, et l'unité - à l'instar de la JG 2 - dut retirer ses Staffeln à tour de rôle pour un rééquipent complet. Elle participa néanmoins à l'opération Jéricho du 18 février, avec une double victoire du Leutnant Radener et du Feldwebel Mayer. La hausse des pressions permit bientôt le lancement de raids massifs connus sous le nom de la « Big Week ». Elle débuta le 20 février mais les contrôleurs ne purent guider efficacement la chasse allemande ce jour-là. Le 22, Adolf Glunz réalisa un petit exploit à lui seul en remportant quatre victoires et deux autres non-confirmées. Revers de la médaille, le Hauptmann Horst Sternberg périt sous les balles américaines avec un autre pilote, après 22 succès remportées depuis 1941. Bénéficiant de toutes les conditions favorables, l'ensemble de la JG 26 s'illustra deux jours plus tard en se défaisant de 18 adversaires (14 confirmés), parmi lesquels le 40e succès du Hauptmann Staiger, et le 2 000e de l'escadre grâce à l'Oberleutnant Matoni, en contrepartie de six morts et deux blessés. Rebelote le lendemain avec le même score officiel, pour cette fois deux morts, dont le leader de la 8./JG 26. L'opération Argument s'interrompit là pour raison météo, et si elle n'annihila pas la chasse allemande, démontra clairement la supériorité aérienne des Alliés.

#### Guerre d'attrition
Berlin succéda bientôt à Frankfort dans le collimateur des Américains. Coutumière désormais des raids d'envergure, la JG 26 réalisa 20 succès du 6 au 8 mars mais avec des pertes sensibles, dont Wiegand et le Kommandeur Mietusch qui termineront à l'hôpital pour plusieurs semaines. Qu'à cela ne tienne, le Feldwebel Gerhard Vogt, l'Oberleutnant Walter Matoni et le Hauptmann Hermann Staiger (16, 21 et 44 victoires) vont dominer les prochains jours. Mais un printemps également dominé par l'assiduité des P-47 qui le 16 mars, abattirent neuf avions de l'unité (quatre morts et cinq blessés). La veille, c'est le Leutnant Johann-Hermann Meir, récent Staffelkapitän de la 1./JG 26, qui se tuait après une collision au décollage. La chasse ennemie omniprésente entrava également les entraînements au largage de bombes en préventif d'un débarquement. Jusqu'à la fin du mois, la « Schlageter » perdit plus d'avions qu'elle n'en abattit, et ne put simplement pas combler ses manques, comme du reste toute la Jagdwaffe. Le Hauptmann Johannes Naumann prit bientôt commandement du II./JG 26 tandis que Klaus Mietusch recevait enfin la Croix de Chevalier après avoir patienté 60 victoires.
Le I./JG 26 prit cher le 8 avril avec la perte du Leutnant Karl Willius « attrapé » par un P-47, tout comme l'Oberfeldwebel Emil Babenz. Ces hommes d'expériences et irremplaçables détenaient respectivement 50 et 24 victoires. En prévision du débarquement, les Alliés concentrèrent leurs frappes aériennes sur les terrains d'aviation, les usines aéronautiques et les sites de lancement de V-1. Les 12 et 13 avril, II. et III./JG 26 revendiquèrent une vingtaine d'appareils US, la dernière mission donnant l'occasion à l'Oberstleutnant Priller de réaliser sa 96e victoires, sa dernière remontant à…octobre précédent ! Décidément malchanceux, le I./JG 26 perdit encore le Hauptmann Wolfgang Neu le 22 avril : leader de la 4. Staffel, le « vieux » de la « Schlageter » possédait 12 victoires. Le 23, Hermann Staiger descendit son 50e avion, avant de guider parfaitement les Messerschmitt du III. Gruppe le lendemain : usant de son canon axial de 30 mm, l'as descendit trois B-17 et obligea deux autres à sortir de leur formation. En tout, le III./JG 26 revendiqua 12 quadrimoteurs, une performance contrebalancée cette fois par les faibles résultats du II. Gruppe. À juste titre, les pilotes Allemands se souciaient alors davantage d'esquiver les balles de la chasse adverse que d'essayer d'accrocher les bombardiers, une pilule difficile à avaler pour Goering, qui exigeait purement et simplement d'« ignorer » la chasse pour se concentrer sur les quadrimoteurs. Une hérésie pour la JG 26 qui avait perdu en avril 22 pilotes, dont 16 au combat.
Début mai, l'escadre ne disposait plus que de 35% d'appareils opérationnels. Les Alliés en profitèrent pour chasser du ciel normand toutes menaces potentielles, et ce malgré un temps gris généralisé. Hormis des raids stratégiques sur les usines d'essence, les frappes tactiques se focalisèrent sur les aérodromes de France et de Belgique ainsi que les ponts et les voies ferrées. Lors de la première quinzaine, les trois Gruppen décrochèrent moins de 20 victoires, faisant parler les as habituels, tel Adolf Glunz, désormais au score de 61, et Waldemar Radener 21. L'escadre rapporta aussi onze blessés (dont beaucoup par accident) et neuf morts. Les 7 et 8 mai, l'unité perdit notamment l'Oberfähnrich Erich Scheyda (20 victoires) et le trop confiant Hauptmann Hans-Georg Dippel (19) qui se tua accidentellement en manœuvrant à basse altitude. Le II./JG 26 exécuta bientôt un transfert à Mont-de-Marsan le 15 mai, en prévision d'un possible débarquement dans le sud-ouest de l'Hexagone. Parallèlement, les Alliés poursuivaient leur campagne de harcèlement, les deux autres Gruppen tentant en vain de repousser les attaques jusqu'au-dessus de ses propres terrains. L'unité perdit 10 pilotes et 3 blessés lors de la seconde quinzaine, pour seulement 7 succès, dont trois pour l'Oberfeldwebel Waldemar Söffing (1./JG 26), qui porta son score à 16. Le faible nombre de sorties effectuées durant la période permit toutefois à l'escadre de porter ses effectifs matériels à 103 avions.

#### Le jour le plus long
Il est 8 h lorsque « Pips » Priller décolla le 6 juin 1944 avec l'Unteroffizier Heinz Wodarczyk pour survoler les plages normandes. Informés du débarquement tant attendu, le Kommodore et son ailier mitrailleront le flanc gauche allié avant de se poser à Creil où stationne le Stab JG 2 de Kurt Bühligen. Rameuté en urgence, le I./JG 26 - temporairement commandé par Staiger - parviendra ainsi à accomplir ses premières frappes sur les plages et navires le jour même. Idem pour les II. et III./JG 26 au départ de Guyancourt et Cormeilles, malgré la difficile remontée du personnel technique du premier, et l'effectif en cours de complétion du second. Malgré un départ poussif et ses premières pertes, la « Schlageter » va vite se rattraper le lendemain en remportant une dizaine de succès, dont le 60e du Leutnant Karl-Heinz Kempf, probablement lors du transfert du III./JG 26 à Villacoublay, où réside déjà le III./JG 54 du Hauptmann Robert Weiss, un ancien de la maison. Le 8 au 10 juin, le I./JG 26 s'installa en pleine cambrousse non loin de Chaumont-en-Vexin bien planqué dans les bois, une période durant laquelle II. et III./JG 26 s'adjugeaient 13 victoires. Dès lors, c'est non-stop pour la JG 26, qui cumule près de 90 victoires en juin, principalement contre la chasse US. Avec 12 succès, le Leutnant Hofmann domina largement les débats, suivi de Mietusch (7), Staiger (6) et Vogt (5). Le 15 juin, Josef Priller décrochait le graal en obtenant enfin sa 100e, devançant Kemethmüller et son score de 80, et Adolf Glunz (65) qui quitte un temps le front et se verra remettre les feuilles de chêne. Mais les pertes sont élevées : 31 morts, 1 prisonnier et 24 blessés, dont Waldemar Radener, le Kommandeur Johannes Naumann, et Gerd Wiegand qui ne reviendra plus au combat. Le II./JG 26 échoua alors à une figure de la Luftwaffe, le Hauptmann Emil Lang titulaire de…159 victoires, dont 14 depuis le début de la campagne de Normandie à la tête de la 9./JG 54 voisine.

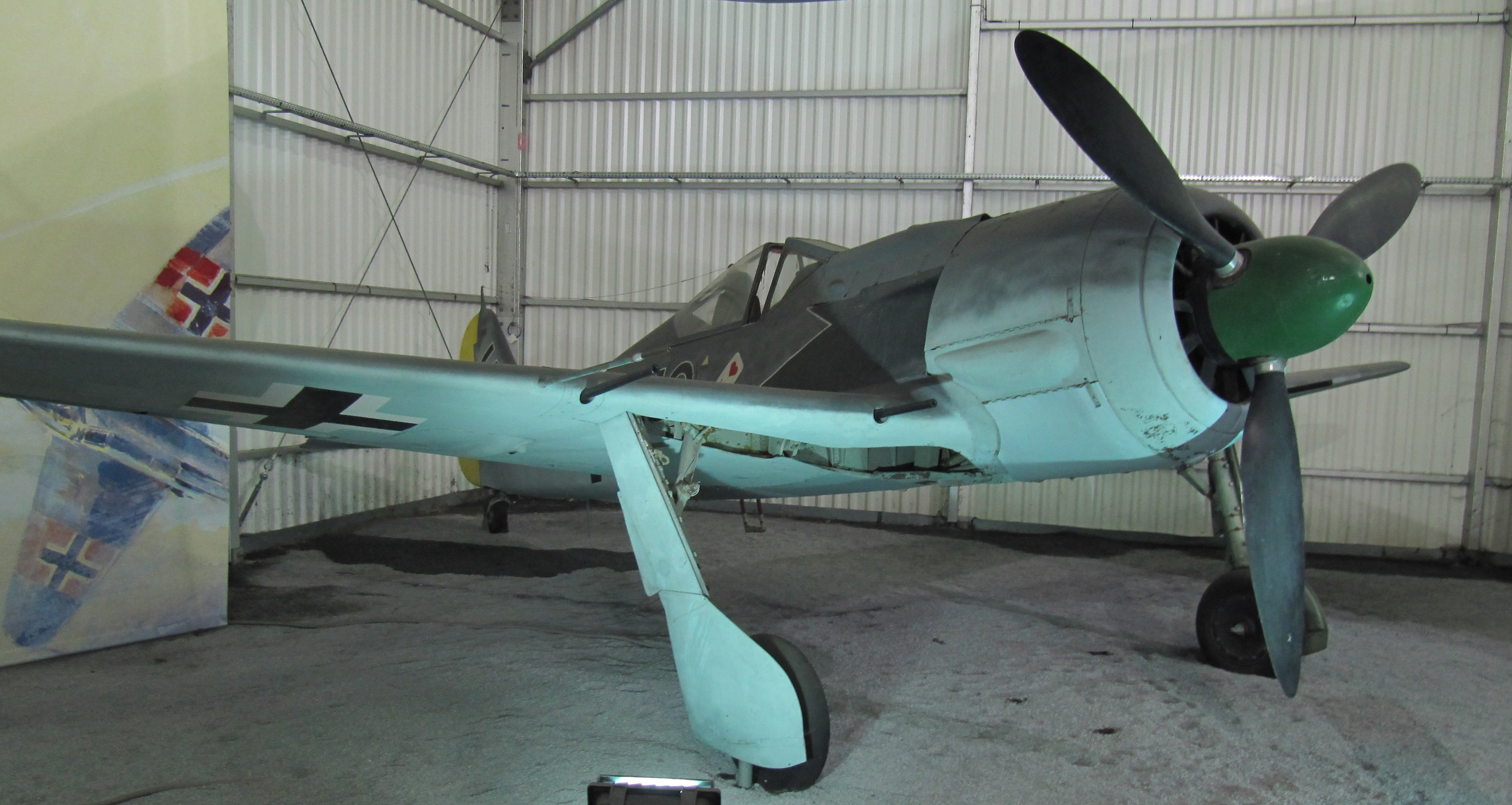
FW 190A-8 aux couleurs du Kommodore Pips Priller. C'est sur ce type d'avion que le patron de la JG 26 enregistra sa victoire aérienne en pleine campagne de Normandie.

Le mauvais temps s'abattit sur l'ensemble de la région, entraînant de facto une activité plus éparse lors de la première quinzaine de juillet. Particulièrement affecté, le I./JG 26 qui ne renouera avec le succès que le 11 du mois. Le lendemain, profitant d'une stabilisation du front, le groupe doublera son parc de machines en bénéficiant de ceux cédés par le II./JG 26 de retour au pays pour se rééquiper après dix jours juilletistes fructueux, laissant au passage le Leutnant Peter Crump au III./JG 54. Également entravé par les éléments, le III./JG 26 n'enregistra que 7 victoires, dont la 20e de l'Oberleutnant Paul Schauder leader de la 10./JG 26, ainsi qu'un doublé du Leutnant Kempf, qui lui rejoindra le I./JG 26 à la fin du mois. Ce dernier retrouva aussi le Major Borris et reprit un peu d'allant du 11 au 14 en descendant 10 appareils. Du 15 au 19, les deux Gruppen restant concentreront leurs efforts dans le secteur de Caen contre une offensive britannique, pour des résultats plus que mitigés, et la mort du Kapitän de la 9. Staffel, l'Oberleutnant Viktor Hilgendorff, un pilote atypique. S'ensuivit près d'une semaine d'instabilité météo que les unités mirent à profit pour se réorganiser. Le 25 juillet, les Américains enfoncèrent à leur tour les lignes au sud de Saint-Lô. Stab et I./JG 26 durent alors déménager en campagne aux abords de la forêt de Rambouillet, tandis qu'Hermann Staiger disait adieu à la JG 26 pour mener le II./JG 1 également présent en Normandie.
En août, le I./JG 26 effectua des frappes au sol sous protection des Bf 109 du III./JG 26. Malgré quelques succès ponctuels, les deux Gruppen déplorèrent une quinzaine de pertes en autant de jours et presque autant de blessés. Absent du front depuis quatre semaines, le II./JG 26 du Hauptmann Lang revint en France le 12 août fort d'une soixantaine de FW 190A-8 flambant neufs et leur pilotes, dont nombre de novices. Afin de pallier l'absence d'Adolf Glunz, ainsi que du Hauptmann Walter Matoni subitement muté au I./JG 11, les Leutnant Gerhard Vogt et Hans Prager reprirent les 5 et 7. Staffel, tandis que la 6. revint au non moins célèbres Oberleutnant Georg-Peter Eder. Les « Abbeville boys » installés à Guyancourt et Rambouillet ne vont pas chômer tout en y laissant aussi des plumes. Le 15 août lors du seconde sortie, I. et III./JG 26 sont assaillis de Mustang et Thunderbolt ; entre alors en scène le II./JG 26 qui poivre 8 adversaires sur 10 descendus. La « Schlageter » se replie bientôt en Picardie, et trois jours plus tard, le II./JG 26 va perdre dès le matin pas moins de huit de ses pilotes et deux blessés du fait de Mustang polonais. Le groupe achèvera tout de même sa journée par autant de succès. Un nouveau repli nécessaire va amener ce dernier proche de Mons-en-Chaussée non loin de Fresnes et Warvillers où résidents les deux autres groupes, facilitant leur coordination. Menant toujours la danse, le Gruppe de Lang remporte du 19 au 23, douze des treize succès de l'escadre, avant de se retrouver en pénurie de carburant. De nouveau opérationnel le 25 août, l'unité établit cette fois-ci un record de 16 victoires en deux missions. La JG 26 couvrit encore la retraite des divisions de la poche de Falaise, descendant 12 chasseurs. Gerhard Vogt décrocha finalement la dernière victoire de l'unité le 29, avant que l'escadre ne prenne le chemin de la Belgique.
La JG 26 quitte donc l'hexagone après quatre ans de présence, sa dernière intervention en Normandie lui ayant coûté 99 tués ou disparus toutes causes confondues, dont près de la moitié en août, pour la plupart de jeunes novices ; 58 blessés et 4 prisonniers alourdiront encore l'addition. En contrepartie, l'unité enregistra quelque 220 victoires, soit plus d'un tiers de toute l'année 1944 ! 28 fois vainqueurs avec les JG 54 et 26, Emil Lang devance Wilhelm Hofmann (23), Klaus Mietusch (12) et Gerhard Vogt (10). Avec 11 victoires en Normandie, le Leutnant Alfred Gross transféré à la fin du mois du III./JG 54 au II./JG 26, vient compléter le tableau ; l'as cumule alors 51 victoires pour l'essentiel à l'Est.

#### Difficile retraite
L'escadre effectua les trois premiers jours de septembre, plusieurs attaques au départ de Belgique sur les positions américaines du Général Patton. Le 3 en milieu de journée, toute la JG 26 s'envola pour l'Allemagne qui se termina en hécatombe : la 2. Staffel décolla tardivement et se retrouva coiffée par des P-51 du 55th Fighter Group qui blessèrent un pilote et en tuèrent trois autres, dont le populaire Karl-Heinz Kempf. Ces mêmes Mustang accrochèrent ensuite le Stab II./JG 26 au départ de Melsbroeck et l'un d'eux descendit l'appareil du Hauptmann Emil Lang en proie à des problèmes de train, tandis que son ailier le Leutnant Alfred Gross était gravement blessé par un Spitfire après s'être défait d'un assaillant ; le premier fut tué et le second ne retournera plus au combat. Un sort funeste pour Lang qui n'avait jusqu'ici jamais été touché par le feu ennemi. Le Hauptmann Eder prit alors sa suite et Glunz celle d'Eder.
Après une courte pause, la JG 26 se chargea de la protection des frontières nord de l'Allemagne, tandis qu'opéraient successivement plus au sud les JG 27, 2, 53 et 76. Les unités devaient désormais économiser le carburant, les appareils camouflés dans les bois au possible, et précautions étaient de mise pour survoler un Reich lourdement protégé par des servants de Flak à la gâchette facile. Point positif, le retour des aviateurs au pays permit de renouer avec la gent féminine (!) tandis que l'Oberleutnant Radener retrouvait son unité, alors que le Leutnant Hans Prager lui, la quittait pour le III./JG 54. Le 16 septembre, la JG 26 se défit de quatre Lightning mais six FW 190 du II. Gruppe allèrent au tapis, dont un après un tir de…Flak !.

#### Market Garden
Le 17 septembre, les Britanniques lancèrent une opération aéroportée visant à s'emparer des ponts aux Pays-Bas. D'abord hésitante, la Luftwaffe se reprit assez vite et si elle loupa l'interception des avions de transports, elle se rattrapa sur les myriades de chasseurs alliés couvrant l'opération. La JG 26 fit sa part en descendant une dizaine de chasseurs anglo-américains l'après-midi pour quatre pertes humaines, dont le vétéran Klaus Mietusch : l'as descendit un P-51 (75e victoire) mais le leader de ce dernier engagea à son tour le combat avec le patron du III./JG 26, et finit par l'emporter. Présent dans le Gruppe depuis le tout début, le Major Mietusch recevra posthumément les feuilles de chêne. Mais l'urgence est d'endiguer les unités de transport aéroportées. Après une belle performance du duo Vogt - Mayer du 18 au 19, le I./JG 26 intercepta deux jours plus tard une formation de C-47 libre de toute escorte et en abattirent pas moins de 17, dont quatre pour l'Oberleutnant Alfred Heckmann. Le II./JG 26 alourdit l'addition à 20 bimoteurs et un P-47 avant que la chasse US n'intervienne. Malgré des conditions météos en dents de scie les jours suivants, les différentes patrouilles au-dessus du front déboucheront souvent en escarmouches : contre des P-51 américains le 23 septembre, la chasse britannique les quatre jours suivant, pour un bilan d'un peu moins de 30 victoires pour 11 morts et trois blessés.
Les opérations s'achevèrent finalement par une victoire tactique allemande. Pour sa part, la « Schlageter » afficha un rapport victoires/pertes supérieur à 2 pour 1. Kemethmüller, bien que blessé, comptait désormais 89 victoires, 70 pour Heckmann, 44 pour le Leutnant Vogt après 8 succès en neuf jours, tandis que Borris, Mayer et Söffing (de retour depuis peu) passaient respectivement la barre des 40, 20 et 20. Le III./JG 26 fraîchement endeuillé ne remporta que peu de succès durant cette courte campagne. Cependant, le groupe se rééquipait avec le nouveau Bf 109G-14 plus puissant et doté d'un radiogoniomètre FuG 16ZY, facilitant la navigation par mauvais temps. À la demande du Général Galland, le Hauptmann Walter Krupinski pris la tête du groupe. Malgré ses 191 victoires (principalement à l'Est) et sa popularité auprès des jeunes sous-officiers, l'as ne dirigera pas sa nouvelle unité aussi brillamment que son défunt prédécesseur.

#### Dernier rempart défensif
Le front néerlandais stabilisé, la JG 26 fut affectée à la protection de la frontière ouest. Le temps n'autorise cependant qu'une, voire deux sorties opérationnelles, le plus souvent l'après-midi. Du 2 au 7 octobre, la JG 26 descendit une dizaine de chasseurs (40e victoire pour le Leutnant Hofmann) mais perdit tout autant de pilotes, blessés ou tués. Le Hauptmann Georg-Peter Eder laissa bientôt a place au Major Anton Hackl : ce vétéran de 30 ans et aux 165 victoires connut tous les fronts depuis le début de la guerre, et porte comme Priller, les glaives à sa Croix de Chevalier ; en somme, un leader à l'image du plus combatif des groupes de la « Schlageter », l'escadre affichant désormais 2 500 victoires au compteur. Le 12, l'unité tenta d'intercepter une formation de B-17 qui tourna court sous les balles des chasseurs américains, et plus particulièrement celui de Chuck Yeager : neuf pilotes furent tués et deux autres blessés. Seul Priller et plus tard Krupinski purent accrocher un Mustang, mais la JG 26 montra là ses limites pour ce genre de mission. Le lendemain, les troupes alliées attaquèrent pour la première fois l'Allemagne sur son territoire. Confrontant l'adversaire aussi bien en l'air qu'au sol, les trois Gruppen durent bientôt reculer plus à l'est, même si le plus gros danger résidait dans la météo. Wilhelm Hofmann fut blessé par deux fois en deux jours et reçut la Ritterkreuz le 24. Le temps clément du 28 octobre permit aux JG 26 et 2 de combiner leurs forces contre l'artillerie et les chasseurs-bombardiers. Néanmoins, le pilonnage acharné des usines de carburant allait bientôt contraindre la Luftwaffe à limiter les vols au strict nécessaire.
En novembre, la JG 26 se concentra sur ses missions Jabo, mais peinait toujours à contrer l'armada alliée qui leur coupait le robinet d'essence. Et les reproches récurrentes et injustifiés du haut commandement n'arrangèrent en rien la crise. Heinz Kemethmüller se blessa le 4 novembre à l'atterrissage et restera inapte pour de bon,. Le 19, Vogt et Mayer descendirent trois Spitfire une derrière fois sur FW 190A, avant que le Gruppe du Major Hackl ne prenne bientôt en charge le nouveau FW 190D « long nez », un processus déjà opéré par le III./JG 54. Parallèlement, le III./JG 26 s'équipa de Bf 109K, l'ultime version du célèbre chasseur. Les Stab et I./JG 26 de Priller et Borris migrèrent à une soixantaine de kilomètres au nord de Münster, rejoignant les deux autres Gruppen en Basse-Saxe. Borris, comme Gerhard Vogt, reçurent la Croix de Chevalier le 25 novembre, respectivement pour 41 et 46 victoires.
L'« amélioration » du temps sur le front offrit des créneaux favorables à la chasse libre et le mitraillage au sol au besoin. Constamment sur la brèche, la JG 26 déclarait pourtant peu succès, affichant un bilan médiocre pour la première quinzaine de décembre, mais que pouvait-elle y faire ? Les Alliés déployaient des appareils plus performants, comme le redoutable Tempest, et les jeunes pilotes allemands qui comblaient les pertes, se retrouvaient en première ligne pour en faire les frais. L'offensive dans les Ardennes débutant sous une tempête de neige, la JG 26 ne prit contact avec l'ennemi que le lendemain en soutien des 5th et 6th armées de Panzer. Le II. Gruppe prit en charge ses nouveaux FW 190 Dora à Nordhorn et effectua ses premières sorties le 18 décembre. Mais la seconde sortie du III. se termina ce jour-là en tragédie : à bout de nerf, l'Oberleutnant autrichien Peter Reischer (19 victoires) et leader de la 11./JG 26 posa son 109 avant de…se suicider par balle. Les éléments météos clouèrent ensuite la JG 26 quatre jours durant, avant que les hautes pressions ne reprennent le dessus. Le 23, I. et II./JG 26 intervinrent successivement pour des résultats diamétralement opposés : échec pour le premier, succès pour les « Dora » du Major Hackl qui réalisa lui-même un triplé. Le lendemain, la JG 26 reçut l'ordre d'intercepter un grand raid aérien au-dessus du Reich, mais ne put atteindre les bombardiers, se contentant de 7 chasseurs US pour 8 avions perdus. Comme en Normandie, c'est le Leutnant Vogt qui réalisa le dernier succès de l'année, son 48e personnel, mais l'offensive allemande était d'ores et déjà vouée à l'échec.
Longtemps associé à la JG 26, le III./JG 54 revint au combat en toute fin de mois, mais subit un cuisant échec le 29 en perdant treize pilotes et deux blessés, dont deux anciens de la « Schlageter », le Hauptmann et Kommandeur Robert Weiss (tué) et l'Oberfeldwebel Wilhelm Philipp (gravement blessé), 202 victoires à eux deux. Parallèlement et depuis plusieurs mois déjà, le Général Galland s'efforçait de constituer une réserve de chasseurs en vue d'un « grand coup » à porter contre la force stratégique aérienne américaine. À son désarrois, cette réserve sera dilapidée dans les Ardennes, avec en point d'orgue l'opération Bodenplatte, un grand coup d'une toute autre nature. Priller briefa brièvement ses trois Gruppenkommandeur l'après-midi du 31 décembre sur l'objectif à traiter : les terrains de Grimbergen et Bruxelles-Evere où opérait encore la JG 26 quatre mois plus tôt. En raison de la distance à parcourir, les chasseurs n'emporteront pas de bombes mais un réservoir auxiliaire et davantage de munitions incendiaires. Prévenus par leurs leaders respectifs, les pilotes purent étudier quelque peu leur cible et se rassurèrent en sachant que leur trajectoire de retour jalonnait nombre d'aérodromes auxiliaires permettant des atterrissages d'urgence.

### Jusqu'au bout (1945)

#### Assaut sur la Belgique
Malgré un thermomètre à « refroidir » tout moteur d'avion digne de ce nom, deux Ju 88 de guidage suivis des FW 190D du II./JG 26 prirent l'air peu après 8 h en ce 1er janvier 1945, destination Bruxelles-Evere. Les Stab de Priller, le I./JG 26 de Borris et le III./JG 54 mené par l'Oberleutnant Hans Dortenmann firent de même dix minutes plus tard, précédés de deux Junkers pour traiter le terrain de Grimbergen ; enfin vint le tour des Bf 109G et K du III. Gruppe, avec pour même objectif que les « Dora » du Hauptmann Hackl. Les Messerschmitt de Krupinski se scindèrent cependant en deux sections, chacune suivant un Ju 88 différents. Les vrais ennuis commencèrent toutefois lorsque les différents Gruppen traversèrent les régions truffées de Flak, omises par les planificateurs. Trois pilotes furent tués et autant blessés, tandis que d'autres durent faire demi-tour, avions endommagés. Une fois passé la ligne de front, la DCA alliée prit le relais ainsi que des Spitfire d'un Squadron polonais qui amputèrent encore la « Schlageter » et le III./JG 54 d'une dizaine d'appareils. Parmi les membres notoires qui durent renoncer, les Oberleutnant Franz Kunz et Alfred Heckmann chef des 2. et 3./JG 26 ainsi que Walter Krupinski.
Une fois sur zone, la formation censée frapper Grimbergen dépassa l'objectif mais l'initiative du Leutnant Peter Crump qui menait la 10./JG 54 permit de corriger l'erreur. Il déboula le premier sur l'aérodrome pour constater que la base était…inopérante ! Les FW 190 mitraillèrent tout de même des véhicules, du matériel de construction, des hangars et baraquements, ainsi qu'une poignée d'appareils au sol. Dépourvus de DCA lourde, les défenseurs purent néanmoins riposter avec leurs maigres moyens et trois Allemands seront faits prisonniers, rejoints par un quatrième après une collision aviaire dès le début de l'attaque. Parallèlement, les II. et III./JG 26 attaquèrent Evere en prenant soins de neutraliser chaque défense antiaérienne. Ils abattirent cinq Spitfire et en détruisirent deux fois plus au sol, ainsi qu'un très grand nombre de bombardiers et de bimoteurs, et divers bâtiments. Un seul Allemand sera abattu par la chasse mais plusieurs autres quittèrent les lieux avec des impacts dans le fuselage ou traînant de la fumée. Comme à l'allée, le retour causa davantage de pertes que lors de l'attaque elle-même, soit du fait de la DCA ou des servants de Flak toujours aussi peu dextère[pas clair] à différencier un ami d'un ennemi. La JG 26 perdit en tout 12 pilotes tués ou disparus, ainsi que deux pilotes de convoyage affectés à la mission, plus huit autres capturés et quatre blessés ; le III./JG 54 y laissa une dizaine d'aviateurs, morts ou capturés. Mention spéciale pour Wilhelm Hofmann qui mena parfaitement sa 8. Staffel contre la DCA, ainsi qu'Adolf Glunz qui réalisa pas moins de neuf passes de tir. Ce sera sa dernière mission avec la JG 26, tout comme l'Oberst Priller.

#### Défense du nord-ouest
La JG 26 restera désormais sur le pied de guerre jusqu'à la fin, au bon vouloir cependant du temps et des stocks de carburant. Aux différentes missions d'appui s'ajouta la protection des appareils à réaction Ar 234 et Me 262, à ce dernier désormais la charge d'intercepter les bombardiers lourds. Le 4 janvier lors d'une sortie d'entraînement, le I. et plus tard le II./JG 26 rencontrèrent des Spitfire qui prirent rapidement l'avantage en descendant cinq « Dora », faisant deux blessés et deux morts, dont le Leutnant Wilhelm Mayer. L'ami inséparable de Gerhard Vogt disparaît après 27 victoires et recevra posthumément la Ritterkreuz. L'importante offensive des soviétiques à l'Est le 12 janvier réclama le déménagement de vingt Jagdgruppen sur ce secteur. Deux jours plus tard, toute la 26 patrouilla pour soutenir la Wehrmacht en retraite des Ardennes, alors qu'un raid aérien massif se déchaînait sur le Reich, emmenant inévitablement à la rencontre des protagonistes. Malgré quelques succès, les Allemands perdirent 14 avions et 10 pilotes pour l'essentiel du II. Gruppe ; la liste s'allongea à 13 l'après-midi dans ce qui restera la pire journée de la « Schlageter ». N'y survivra pas l'Oberleutnant Gerhard Vogt qui, après 48 victoires, rejoignit son ami Mayer dans la tombe. Avec le II./JG 26 inopérant et le retrait du III./JG 26 pour sa reconversion sur FW 190D, seuls les I./JG 26 et le III./JG 54 - faisant office de quatrième groupe – effectuaient encore conjointement quelques rares sorties, mais n'obtinrent quasiment que des pertes face aux Tempest et aux nouveaux Spitfre XIV à moteur Griffon.

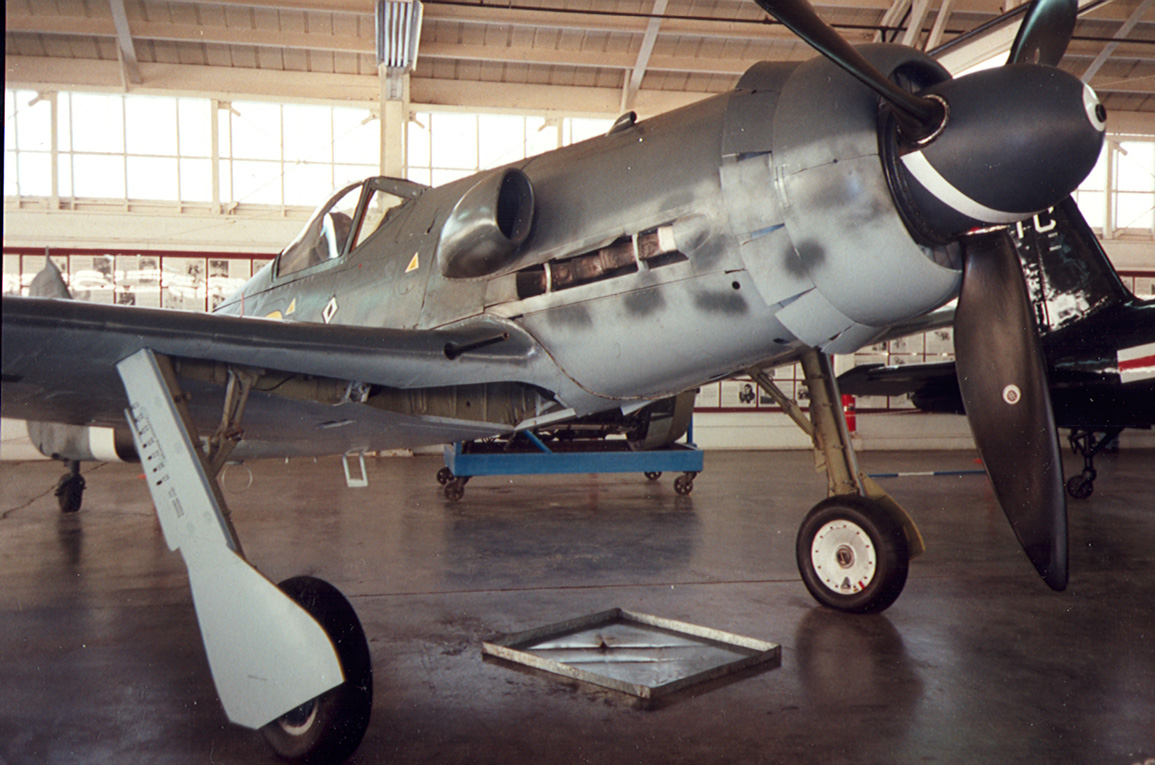
Le Dora du Major Franz Götz, dernier Geschwaderkommodore de la Schlageter. L'as de pique sous la verrière rappelle l'appartenance de ce pilote à la JG 53.

Le 28 janvier, Josef Priller quitta à regret la JG 26 pour devenir Inspecteur de la chasse de jour sur le front Ouest. Le commandement de l'unité revint alors au Major Franz Götz, titulaire d'une soixantaine de victoires sur tous les fronts avec la JG 53. Le lendemain, Anton Hackl quittait à son tour l'unité pour la JG 300, et sera remplacé par l'Oberleutnant Waldemar Radener. À ce stade et malgré un apport régulier de chasseurs, les moyens humains faisaient défauts et la force de frappe de l'escadre déclinait inexorablement.
Alors que les Alliés reprenaient le territoire perdu à la mi-décembre, le III. Gruppe peinait à s'entraîner sur FW 190D tant la visibilité était médiocre, pluie verglaçante oblige. En fait, toute la JG 26 cassait du « Dora » soit en raison de la météo, soit pour problèmes mécaniques. Le 8 février, les Alliés déclenchèrent l'opération Véritable mais seul le III./JG 54 tirait alors son épingle du jeu. Ce groupe reçut un nouveau Kommandeur, le Hauptmann Rudolf Klemm, avant d'être partiellement dissous après la seconde quinzaine du mois pour renforcer la JG 26. À l'arrêt depuis plus d'un mois, le II./JG 26 reprit l'air le 21 février afin d'intercepter une formation de B-26 à l'est d'Arnhem : les « juniors » du groupe en descendirent cinq plus un expulsé ainsi qu'un Spitfire, mais un des pilotes sera abattu et tué…par la Flak. Le lendemain jour de l'opération Clarion, Radener rejoignit le Major Hackl à la demande de ce dernier et le Hauptmann Paul Schauder reprendra le II. Gruppe. Le III./JG 26 fit enfin son retour au combat sur FW 190D mais c'était sans compter sur les Tempest britanniques, véritables bêtes noires de la « Schlageter » et responsables en seulement trois jours de cinq « Dora » abattus. La JG 26 laissa encore des plumes les 25 et 28 février (11 morts et deux blessés) en majorité contre des P-47. Parallèlement, le III./JG 54 devint entité à part entière de l'escadre sous la désignation IV./JG 26.
Désormais seule (et unique) escadre entièrement équipée en FW 190D, la JG 26 poursuivait ses patrouilles tant bien que mal. Le 1er mars, l'unité revendiqua 10 victoires pour 9 tués, l'ennemi se montrant intraitable mais tout autant que les pannes moteur récurrentes,. Du 9 au 13 mars, l'escadre couvrit les attaques aériennes visant le pont de Remagen dans la mesure des stocks de carburant, mais là encore, pour des résultats mitigés (6 tués, 3 blessés, 5 victoires). Trois jours de pluie reportèrent les patrouilles quotidiennes jusqu'au 17, mais la couverture nuageuse pénalisait les « Dora » conçus avant tout pour performer à haute altitude. L'anticyclone qui suivit donna du grain à moudre aux Alliés du 19 au 22, Mustang et Tempest causant la perte de douze FW 190D contre moins de 10 succès, la plupart au compte du IV./JG 26. Alors qu'Adolf Glunz quittait l'unité, le spécialiste du « Dora » Hans Dortenmann parvint à 30 victoires. L'opération aéroportée Varsity du 24 mars sera soutenue par d'importants bombardements sur les bases allemandes qui endommageront surtout les pistes. Malgré des réparations sommaires, la JG 26 démantela le III. Gruppe dés le lendemain et recula sur des terrains de fortune, qui occasionnèrent ce jour-là plus de pertes au décollage que l'ennemi lui-même. Le 26, trois pilotes tombèrent sous les tirs des Tempest, tandis qu'un quatrième, l'Oberleutnant Wilhelm Hofmann en personne, était descendu par mégarde par son ailier peu après son 44e succès. Ce dernier coup du sort s'ajouta aux dernières pertes qui s'accumulaient alors deux fois plus que les possibilités de succès, sans compter une météo capricieuse et des réserves d'essence en baisse. Cependant, l'arrivée du carburant à l'escadre à la fin du mois lui permit de débuter une campagne d'attaque au sol sur les colonnes ennemies.

#### Clap de fin
Deux à trois fois par jour, les quelques rares vétérans encore en lice menaient quatre à douze appareils dans des missions Jabo et de reconnaissance, d'autant plus importantes pour soutenir une Wehrmacht dépourvue de ligne de défense. Seuls les avions du II./JG 26 étaient alors équipés de bombes, les autres se contentant de leurs armes de bord. Ces sorties, entrecoupées de changements de base, coûtèrent à l'escadre neuf morts, deux blessés et trois capturés en dix jours toutes causes confondues. Le 12 avril sourit au I./JG 26 qui put descendre ce jour-là cinq Tempest et un probable contre une seule perte, avant un nouveau transfert de base sur un terrain bien camouflé. Faute de carburant cependant, l'escadre se voyait amputer de ses meilleurs éléments pour grossir les rangs de la chasse à réaction, tandis que le IV. Gruppe disparaissait à son tour, dispatchant ses pilotes au reste d'une JG 26 constamment sur la brèche. Pour ses faits d'armes, Hans Dortenmann gagna la Croix de Chevalier, une décoration éligible à Waldemar Söffing pourtant flamboyant au cours des dernières semaines,. Le 24, le I./JG 26 opéra cette fois contre les forces soviétiques en mitraillant un convoi routier au nord de Berlin, et descendit trois Yak-3 sans perte. Les Alliés firent leur jonction sur l'Elbe le lendemain, contraignant à trois jours de regain d'efforts ; l'unité ne perdit toutefois aucun pilote tout en neutralisant canons et camions, outre huit chasseurs russes abattus. Entre deux, la Staffel de Dortenmann escorta l'avion du Général Robert von Greim et l'aviatrice Hanna Reitsch pour rencontrer le Führer. La JG 26 perdra finalement ses trois derniers pilotes le 29 avril sous les tirs de Spitfire, son principal adversaire de toujours.
Le 1er mai, la JG 26 descendit probablement son dernier…Spitfire, alors que le patron du II. Gruppe Paul Schauder passait en captivité avant l'heure après un tir de DCA britannique. L'unité continua de se battre jusqu'au 4 mai, une journée pluvieuse qui amena trois sorties sans résultat, la toute dernière sous les ordres de l'Oberleutnant Dortenmann. Le lendemain, l'unité reçut ordre de transfert en Norvège, mais la forte couverture nuageuse incita le Major Borris à rester sur place à Flensbourg. Le Kommodore Hans Götz abonda dans son sens mais l'un des vétérans du II./JG 26 incita plusieurs pilotes à suivre les ordres. Seul six chasseurs parviendront finalement en Norvège, les autres se poseront au Danemark où tous seront capturés. Le 6, Karl Borris remit à son tour son groupe aux mains de la Royal Air Force et maintiendra la discipline militaire et le moral de tout le personnel captif. Par la suite, plusieurs d'entre eux aideront à rebâtir l'Allemagne en renouant contact avec des prétendantes rencontrées l'hiver précédent sur les anciennes bases de la « Schlageter ».

#### Statistique de la JG 26
Le tableau de chasse de la JG 26 assez complet suggère un palmarès d'environ 2 700 victoires aériennes, dont 90% sur le front Ouest européen. 69 « as » décrocheront un minimum de 10 victoires au sein de cette unité, avec son trio de tête Adolf Galland, Joachim Müncheberg et Josef Priller. L'escadre perdit 761 pilotes, dont 636 au combat, outre plusieurs centaines de blessés, certain à maintes reprises (six fois pour Gerhard Vogt). 71 seront également capturés, dont 5 rapatriés à l'issue de l'armistice de 1940,. Un ratio victoires/pertes favorable à la « Schlageter » qui comme la « Richthofen », assura la garde à l'Ouest du début à la fin, tout comme sa notoriété outre-manche.

## Organisation

### Stab
Formé le 1er mai 1939 à Düsseldorf à partir du Stab JG 132.
Geschwaderkommodore :
| Début           | Fin             | Grade  | Nom                        |
| --------------- | --------------- | ------ | -------------------------- |
| 1er mai 1939    | 9 décembre 1939 | Oberst | Eduard Ritter von Schleich |
| 9 décembre 1939 | 24 juin 1940    | Major  | Hans-Hugo Witt             |
| 24 juin 1940    | 21 août 1940    | Major  | Gotthardt Handrick         |
| 22 août 1940    | 5 décembre 1940 | Major  | Adolf Galland              |
| 6 décembre 1940 | 10 janvier 1943 | Major  | Gerhard Schöpfel,          |
| 11 janvier 1943 | 27 janvier 1945 | Major  | Josef Priller              |
| 28 janvier 1945 | 7 mai 1945      | Major  | Franz Götz                 |

### I.Gruppe
Formé le 1er mai 1939 à Odendorf à partir du I./JG 132 avec :
- Stab I./JG 26 à partir du Stab I./JG 132
- 1./JG 26 à partir de la 1./JG 132
- 2./JG 26 à partir de la 2./JG 132
- 3./JG 26 à partir de la 3./JG 132

Le 1er octobre 1943, le I./JG 26 augmenta ses effectifs à quatre Staffeln :
- 1./JG 26 inchangée
- 2./JG 26 inchangée
- 3./JG 26 inchangée
- 4./JG 26 à partir de la 8./JG 26

La 4./JG 26 est dissoute le 15 février 1945.
Gruppenkommandeur :
| Début           | Fin             | Grade     | Nom                       |
| --------------- | --------------- | --------- | ------------------------- |
| 1er mai 1939    | 24 juin 1940    | Major     | Gotthardt Handrick        |
| 24 juin 1940    | 22 août 1940    | Hauptmann | Kurt Fischer              |
| 22 août 1940    | 10 juillet 1941 | Hauptmann | Rolf Pingel (capturé)     |
| 11 juillet 1941 | 20 mai 1943     | Hauptmann | Johannes Seifert,         |
| 20 mai 1943     | 4 juin 1943     | Hauptmann | Fritz Losigkeit           |
| 23 juin 1943    | 14 mai 1944     | Hauptmann | Karl Borris               |
| 15 mai 1944     | 31 juillet 1944 | Hauptmann | Hermann Staiger (intérim) |
| 1er août 1944   | 7 mai 1945      | Major     | Karl Borris               |

### II.Gruppe
Formé le 1er mai 1939 à Bönninghardt à partir du II./JG 132 avec :
- Stab II./JG 26 à partir du Stab II./JG 132
- 4./JG 26 à partir de la 4./JG 132
- 5./JG 26 à partir de la 5./JG 132
- 6./JG 26 à partir de la 6./JG 132

Le 1er octobre 1943, le II./JG 26 augmenta ses effectifs à quatre 'Staffeln :
- 5./JG 26 à partir de l'ancienne 4./JG 26
- 6./JG 26 à partir de l'ancienne 5./JG 26
- 7./JG 26 à partir de l'ancienne 6./JG 26
- 8./JG 26 à partir de l'ancienne 10./JG 26

La 8./JG 26 est dissoute le 15 février 1945.
Gruppenkommandeur :
| Début             | Fin               | Grade        | Nom                               |
| ----------------- | ----------------- | ------------ | --------------------------------- |
| 1er mai 1939      | 27 juin 1939      | Hauptmann    | Werner Palm                       |
| 28 juin 1939      | 19 mai 1940       | Hauptmann    | Herwig Knüppel (mort au combat)   |
| 20 mai 1940       | 31 mai 1940       | Hauptmann    | Karl Ebbighausen (par intérim)    |
| 1er juin 1940     | 24 juillet 1940   | Hauptmann    | Erich Noack (mort au combat)      |
| 25 juillet 1940   | 16 août 1940      | Hauptmann    | Karl Ebbighausen (mort au combat) |
| 17 août 1940      | 4 octobre 1940    | Hauptmann    | Erich Bode                        |
| 4 octobre 1940    | 18 septembre 1941 | Hauptmann    | Walter Adolph (mort au combat)    |
| 19 septembre 1941 | 21 juillet 1942   | Hauptmann    | Joachim Müncheberg                |
| 22 juillet 1942   | 2 janvier 1943    | Hauptmann    | Karl-Heinz Meyer,                 |
| 3 janvier 1943    | 17 août 1943      | Hauptmann    | Wilhelm-Ferdinand Galland         |
| 18 août 1943      | 8 septembre 1943  | Hauptmann    | Hans Naumann                      |
| 9 septembre 1943  | 25 novembre 1943  | Major        | Johannes Seifert (mort au combat) |
| 26 novembre 1943  | mars 1944         | Hauptmann    | Wilhelm Gäth                      |
| mars 1944         | 23 juin 1944      | Hauptmann    | Hans Naumann (blessé),            |
| 29 juin 1944      | 3 septembre 1944  | Hauptmann    | Emil Lang (mort au combat),       |
| 4 septembre 1944  | 8 octobre 1944    | Hauptmann    | Georg Peter Eder                  |
| 8 octobre 1944    | 29 janvier 1945   | Major        | Anton Hackl                       |
| 29 janvier 1945   | 22 février 1945   | Oberleutnant | Waldemar Radener                  |
| 23 février 1945   | 1er mai 1945      | Hauptmann    | Paul Schauder (capturé)           |

### III.Gruppe
Formé le 23 septembre 1939 à Werl à partir d'éléments des I. et II./JG 26 avec :
- Stab III./JG 26 nouvellement créé
- 8./JG 26 nouvellement créée
- 9./JG 26 nouvellement créée
- La 7./JG 26 prendra naissance le 11 décembre 1939[291].

Le 1er octobre 1943, le III./JG 26 augmenta ses effectifs à quatre Staffeln :
- 9./JG 26 à partir de l'ancienne 7./JG 26
- 10./JG 26 à partir de l'ancienne 9./JG 26
- 11./JG 26 intégrée au groupe
- 12./JG 26 intégrée au groupe

Le III./JG 26 est dissous le 25 mars 1945.
Gruppenkommandeur :
| Début             | Fin               | Grade     | Nom                                    |
| ----------------- | ----------------- | --------- | -------------------------------------- |
| 23 septembre 1939 | 31 octobre 1939   | Hauptmann | Walter Kienitz                         |
| 31 octobre 1939   | 6 juin 1940       | Major     | Ernst Freiherr von Berg                |
| 6 juin 1940       | 22 août 1940      | Hauptmann | Adolf Galland                          |
| 22 août 1940      | 6 décembre 1941   | Hauptmann | Gerhard Schöpfel                       |
| 6 décembre 1941   | 8 janvier 1943    | Hauptmann | Josef Priller,                         |
| 12 janvier 1943   | 6 avril 1943      | Hauptmann | Fritz Geisshardt (mortellement blessé) |
| 7 avril 1943      | 13 juin 1943      | Hauptmann | Kurt Ruppert (mort au combat)          |
| 15 juin 1943      | 5 juillet 1943    | Hauptmann | Rolf Hermichen (intérim)               |
| 5 juillet 1943    | 17 septembre 1944 | Hauptmann | Klaus Mietusch (mort au combat)        |
| 18 septembre 1944 | 26 septembre 1944 | Hauptmann | Paul Schauder (intérim)                |
| 27 septembre 1944 | 25 mars 1945      | Hauptmann | Walter Krupinski                       |

### IV.Gruppe
Formé le 25 février 1945 à Varrelbusch à partir du III./JG 54 avec :
- Stab IV./JG 26 à partir du Stab III./JG 54
- 13./JG 26 à partir de la 10./JG 54
- 14./JG 26 à partir de la 11./JG 54
- 15./JG 26 à partir de la 9./JG 54

La 15./JG 26 est dissoute le 5 avril 1945 après que son Staffelkapitän l'Oberleutnant Willi Heilmann se soit rendu aux Britanniques. Le reste du IV./JG 26 suivra le 17 avril 1945.
Gruppenkommandeur :
| Début           | Fin           | Grade | Nom          |
| --------------- | ------------- | ----- | ------------ |
| 25 février 1945 | 17 avril 1945 | Major | Rudolf Klemm |

### 10.Staffel
La 10. (Nacht)/JG 26 a été formée le 1er septembre 1939 à Bonn-Hangelar à partir de la 1.(N)/LG 1. En décembre 1939, elle sera renommée 11./JG 2 en tant qu'éléments du IV.(N)/JG 2.
La 10. (Jabo)/JG 26 est formée le 10 mars 1942 à Saint-Omer-Arques. Le 17 février 1943, elle est renommée 10.(Jabo)/JG 54.
Une nouvelle 10./JG 26 est formée à Vitry le 1er mai 1943 à partir d'éléments du II./JG 26 auquel elle resta attachée. Renommée 8./JG 26 le 1er octobre 1943.

### 11.Staffel
Formée le 8 août 1942 à Norrent-Fontes en tant que Höhenstaffel spécialisée dans la chasse à haute altitude sous désignation 11.(Höhen)/JG 26. Elle est dissoute le 4 janvier 1943 et absorbée par le II./JG 51.
Une nouvelle 11./JG 26 (Endausbildungsstaffel) est formée le 10 décembre 1942 à Monchy-Breton. Elle demeura indépendante jusqu'à l'été 1943 avant d'être adjointe au III./JG 26 le 8 septembre 1943, puis devenir élément définitif de celui-ci 1er octobre 1943.

### 12.Staffel
Formée le 11 avril 1943 à Wevelgem à partir du III./JG 26. Attachée au III./JG 26, elle intègre pleinement ce dernier le 1er octobre 1943.

### Ergänzungsgruppe
Le Erg.Staffel/JG 26 est formée le 26 septembre 1940 à Reims-Bétheny, à partir d'éléments de la JG 26 et du Ergänzungs-Jagdgruppe Merseburg.

Le 5 mars 1941, la Erg.Staffel/JG 26 augmente ses effectifs pour devenir un Erg.Gruppe avec :
- Stab of Ergänzungsgruppe/JG 26 nouvellement créé
- 1. Einsatzstaffel/JG26 nouvellement créée
- 2. Ausbildungsstaffel/JG 26 à partir de la Erg.Staffel./JG 26

Le Ergänzungsgruppe/JG 26 est dissous le 27 janvier 1942 avec :
- 1. Einsatzstaffel/JG 26 qui devient 11./JG 1
- 2. Ausbildungsstaffel/JG 26 qui devient 2./EJGr.West

Gruppenkommandeur :
| Début             | Fin             | Grade        | Nom                       |
| ----------------- | --------------- | ------------ | ------------------------- |
| 26 septembre 1940 | 17 mai 1941     | Oberleutnant | Baron Hubertus von Holtey |
| 17 mai 1941       | 27 janvier 1942 | Hauptmann    | Fritz Fromme              |

## Récipiendaire de la Croix de Chevalier
Sont listés uniquement les pilotes ayant opérés en majorité au sein de la Jagdgeschwader 26. Les dates grisées indiquent une remise à titre Posthume.
| Noms                      | Unités               | Croix de Chevalier | Feuilles de chêne | Glaives        | Brillants       |
| Adolf Galland             | III. & Stab JG 26    | 29 juillet 1940    | 24 septembre 1940 | 21 juin 1941   | 28 janvier 1942 |
| Gerhard Schöpfel          | III./JG 26           | 11 septembre 1940  |                   |                |                 |
| Rolf Pingel               | I./JG 26             | 14 septembre 1940  |                   |                |                 |
| Joachim Müncheberg        | III. & II./JG 26     | 14 septembre 1940  | 7 mai 1941        | avec la JG 51  |                 |
| Gustav Sprick             | III./JG 26           | 1er octobre 1940   |                   |                |                 |
| Josef Priller             | I., III & Stab JG 26 | avec la JG 51      | 20 juillet 1941   | 2 juillet 1944 |                 |
| Heinz Ebeling             | III./JG 26           | 5 novembre 1940    |                   |                |                 |
| Walter Adolph             | II./JG 26            | 13 novembre 1940   |                   |                |                 |
| Johann Schmid             | Stab & III./JG 26    | 21 août 1941       |                   |                |                 |
| Johannes Seifert          | I./JG 26             | 7 juin 1942        |                   |                |                 |
| Wilhelm-Ferdinand Galland | II./JG 26            | 18 mai 1943        |                   |                |                 |
| Adolf Glunz               | II./JG 26            | 29 août 1943       | 24 juin 1944      |                |                 |
| Klaus Mietusch            | III./JG 26           | 26 mars 1944       | 18 novembre 1944  |                |                 |
| Karl Willius              | I./JG 26             | 9 juin 1944        |                   |                |                 |
| Johannes Naumann          | III. & II.JG 26      | avec la JG 6       |                   |                |                 |
| Wilhelm Hofmann           | II./JG 26            | 24 octobre 1944    |                   |                |                 |
| Karl Borris               | II., III & I./JG 26  | 25 novembre 1944   |                   |                |                 |
| Gerhard Vogt              | II./JG 26            | 25 novembre 1944   |                   |                |                 |
| Walter Matoni             | II./JG 26            | avec la JG 2       |                   |                |                 |
| Wilhelm Mayer             | II./JG 26            | 12 mars 1945       |                   |                |                 |
| Waldemar Radener          | II./JG 26            | avec la JG 300     |                   |                |                 |